# Biserica reformată din Nicolești

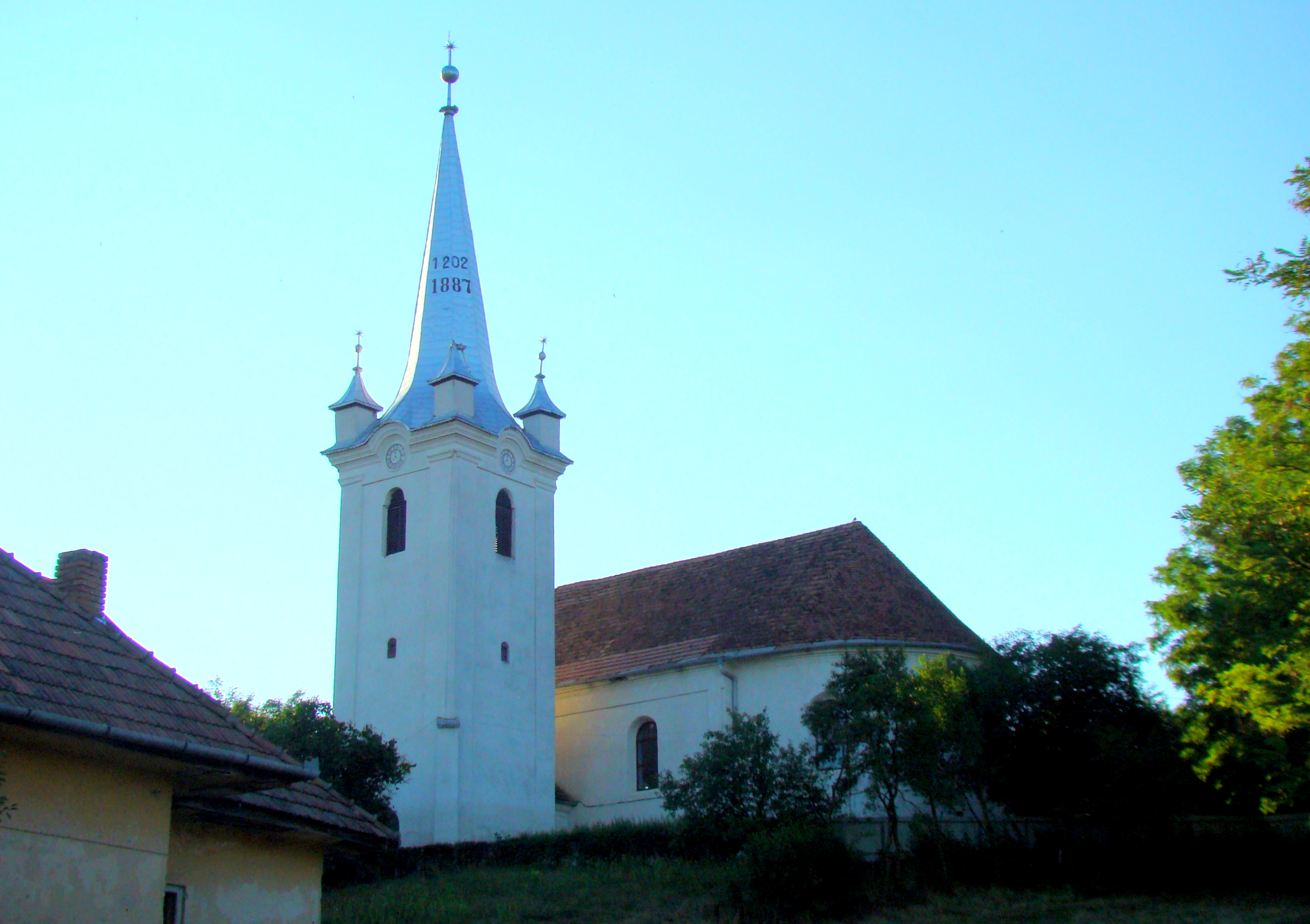
Biserica reformată din Nicolești (august 2022)

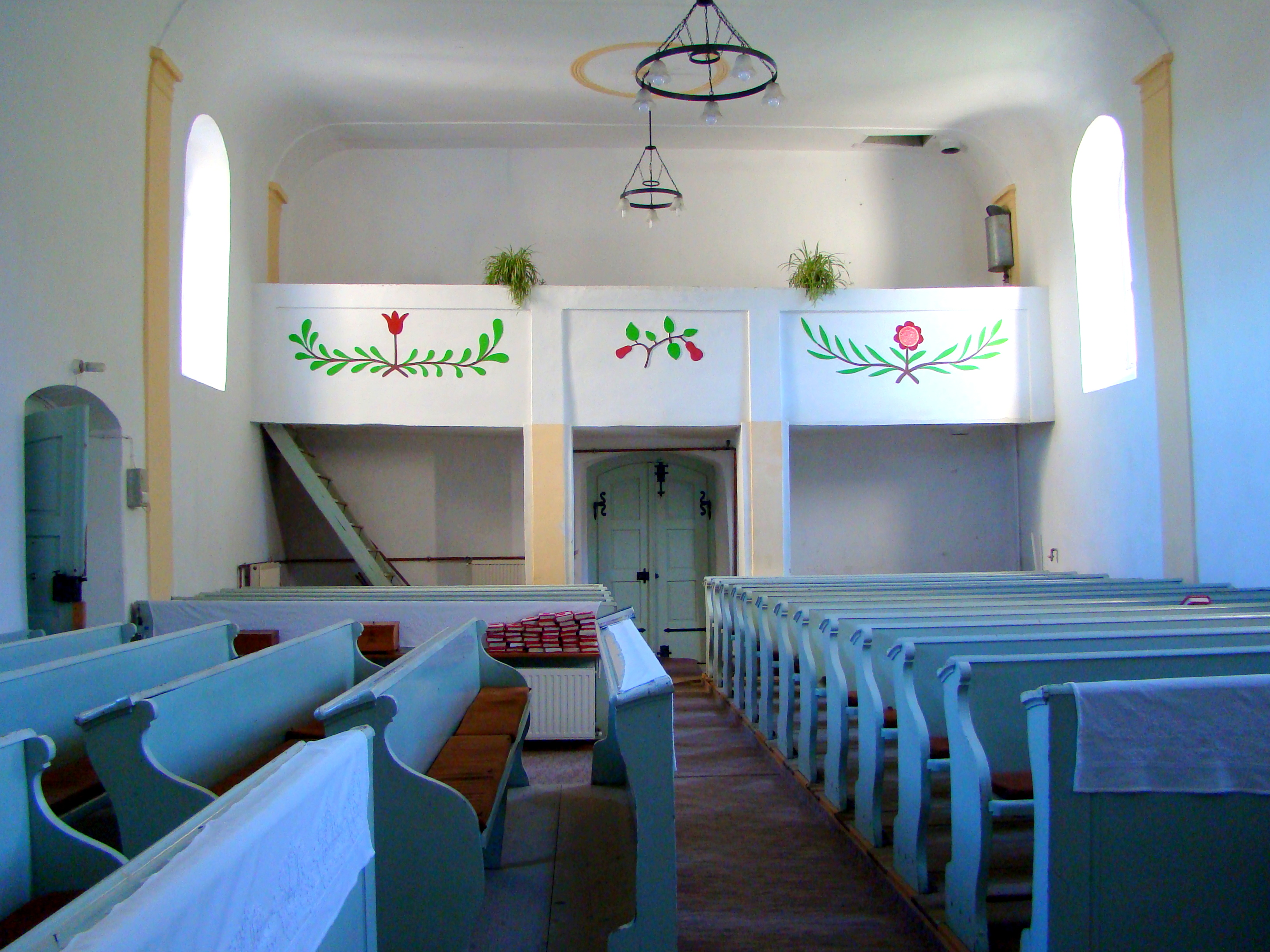
Nava spre empora de vest

Biserica reformată din Nicolești este un lăcaș de cult aflat pe teritoriul satului Nicolești, comuna Crăciunești, județul Mureș. A fost construită la începutul secolului al XIII-lea.

## Localitatea
Nicolești (în maghiară Káposztásszentmiklós) este un sat în comuna Crăciunești din județul Mureș, Transilvania, România. Atestat documentar în anul 1332 când în lista dijmelor papale este menționat preotul Petrus, „sacerdos de Sancto Nycolao”. Și-a luat numele de la biserica cu hramul Sfântul Nicolae, care era biserică parohială.

## Biserica
Este una dintre cele mai vechi biserici din Transilvania, ctitorie a regelui Imre. Acest lucru este susținut de data 1202 incizată într-o cărămidă de la arcul de triumf, ulterior demolat. Anul 1202 este susținut și de stilul initial al bisericii: sanctuarul închis cu o absidă rotunjită, semicirculară, în stil romanic, iar arcul de triumf, demolat,  tot semicircular. Este posibil ca demolarea să fi avut loc în 1622.
Credincioșii catolici medievali au trecut la calvinism în timpul Reformei, împreună cu biserica. Aceasta a suferit în timp numeroase transformări și adăugiri. Sanctuarul avea ferestre înalte și înguste, potrivit unei note a pastorului Sámuel Kakasdi din 1778. Bolta lăcașului a fost și ea dărâmată și înlocuită de un tavan drept.
Unul dintre clopote este din 1643 și poartă inscripția:  „Gloria in excelsis Deo, pax hominibus. Káposztás Szent Miklós öntette 1643-ban.”
Coroana amvonului datează din anul 1836.

## Imagini din exterior

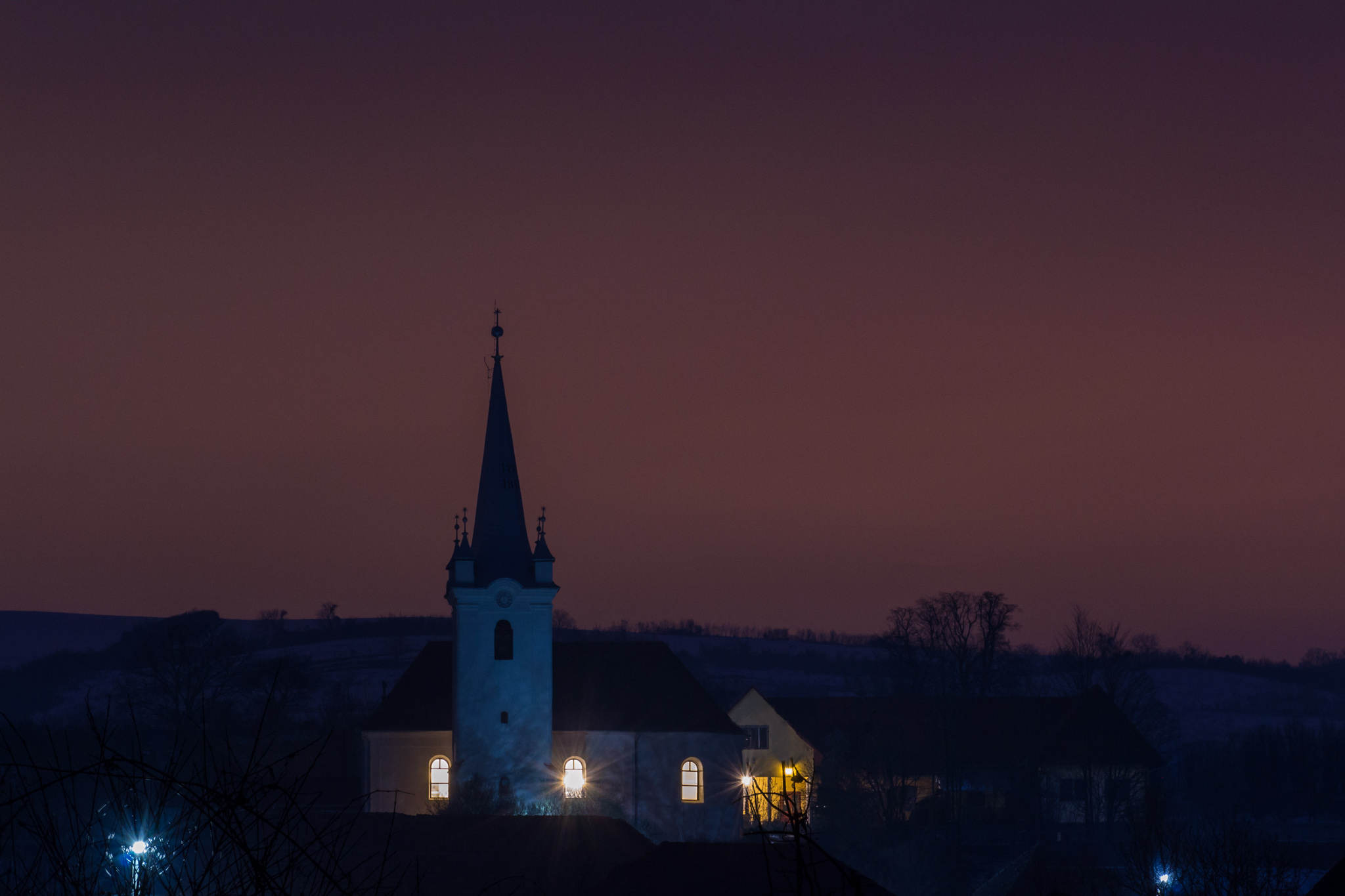
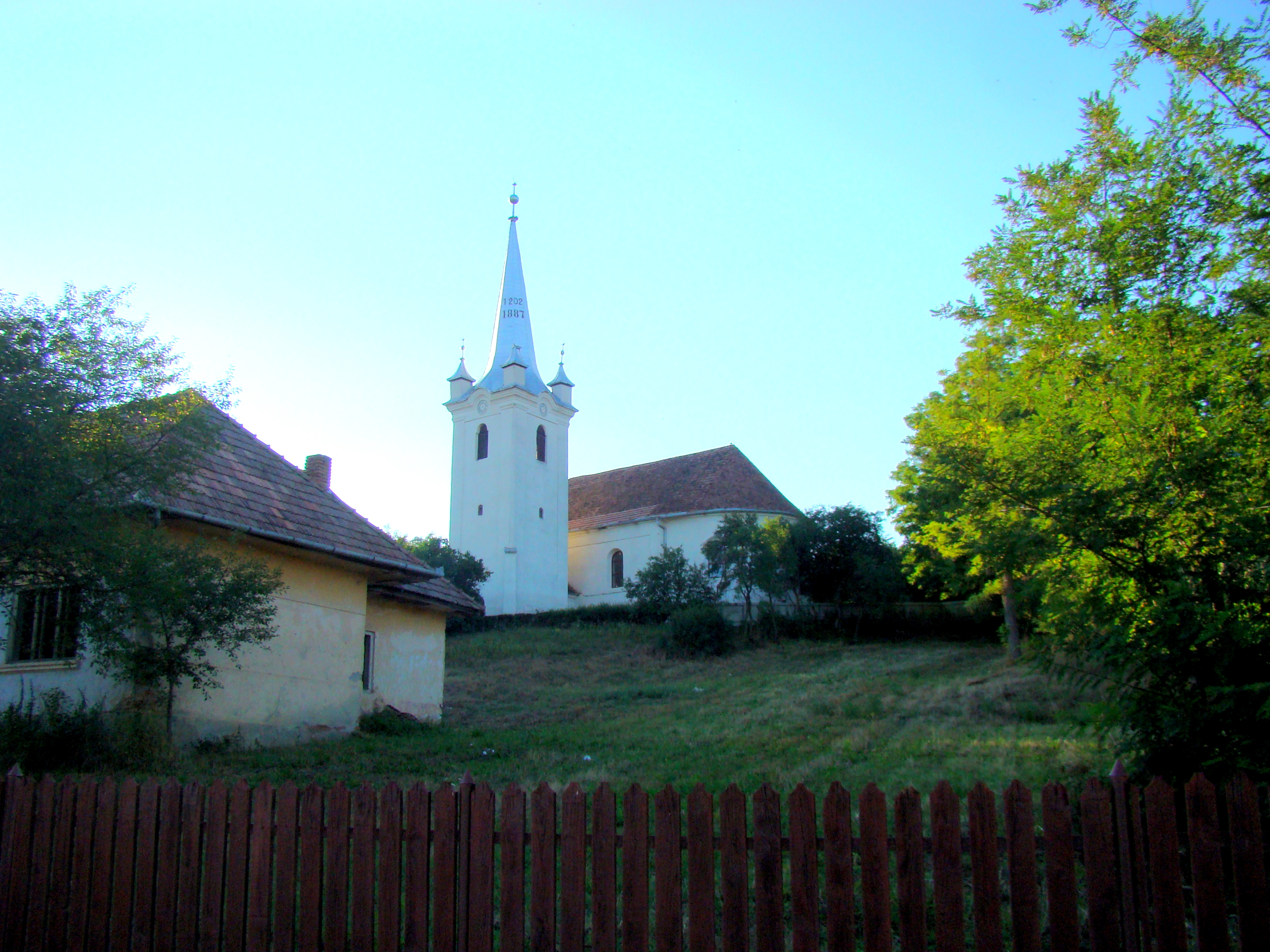
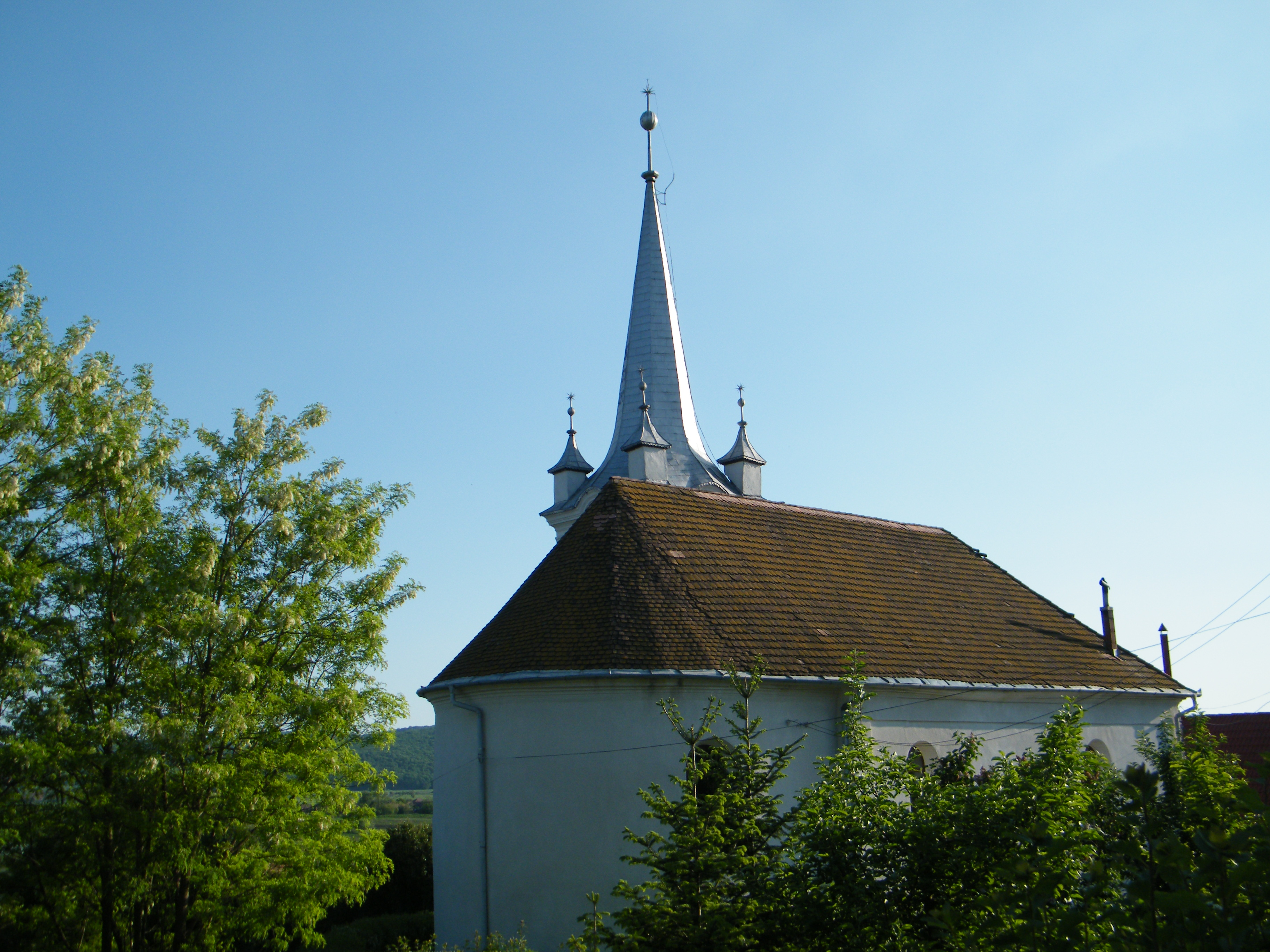
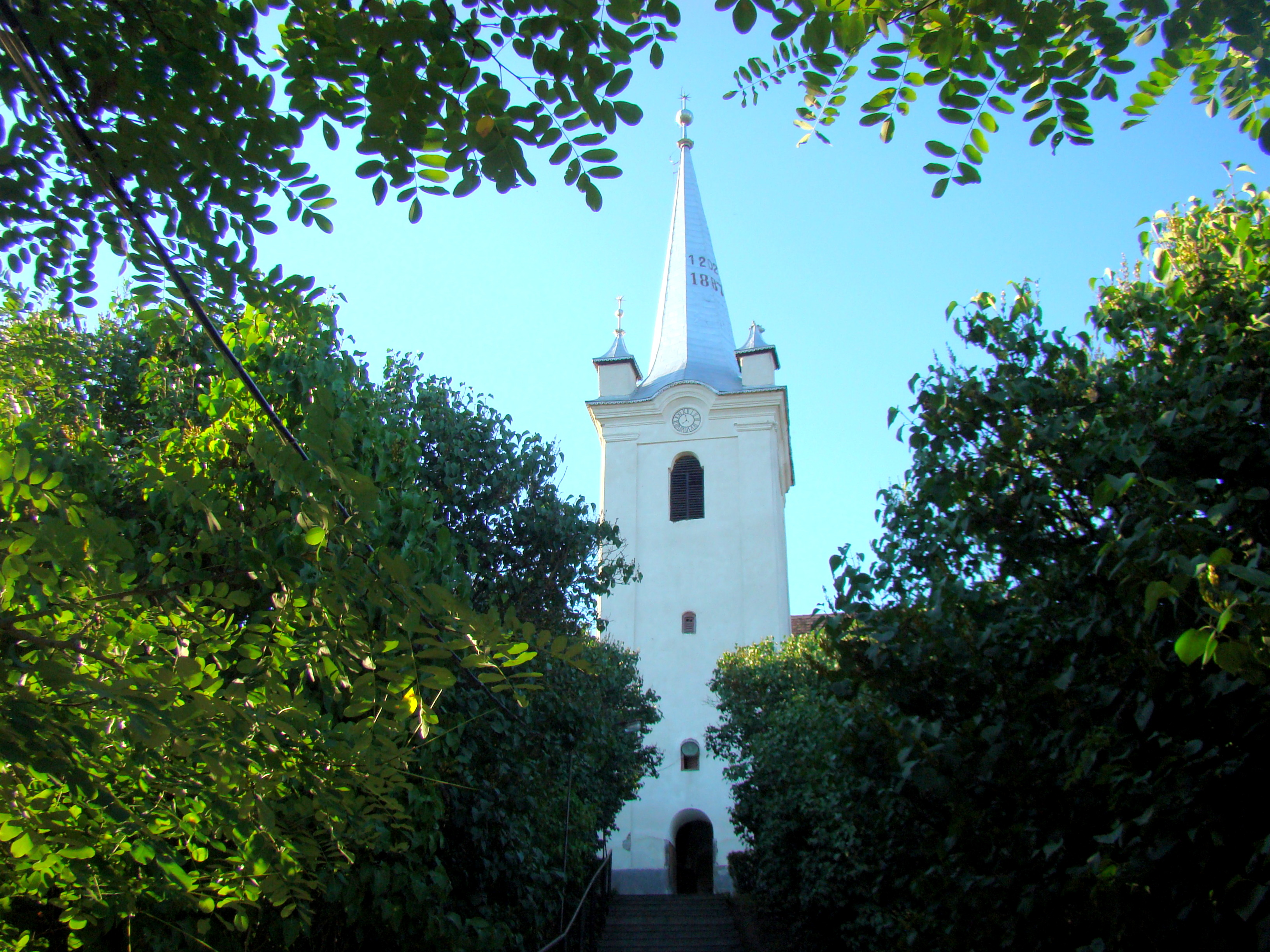
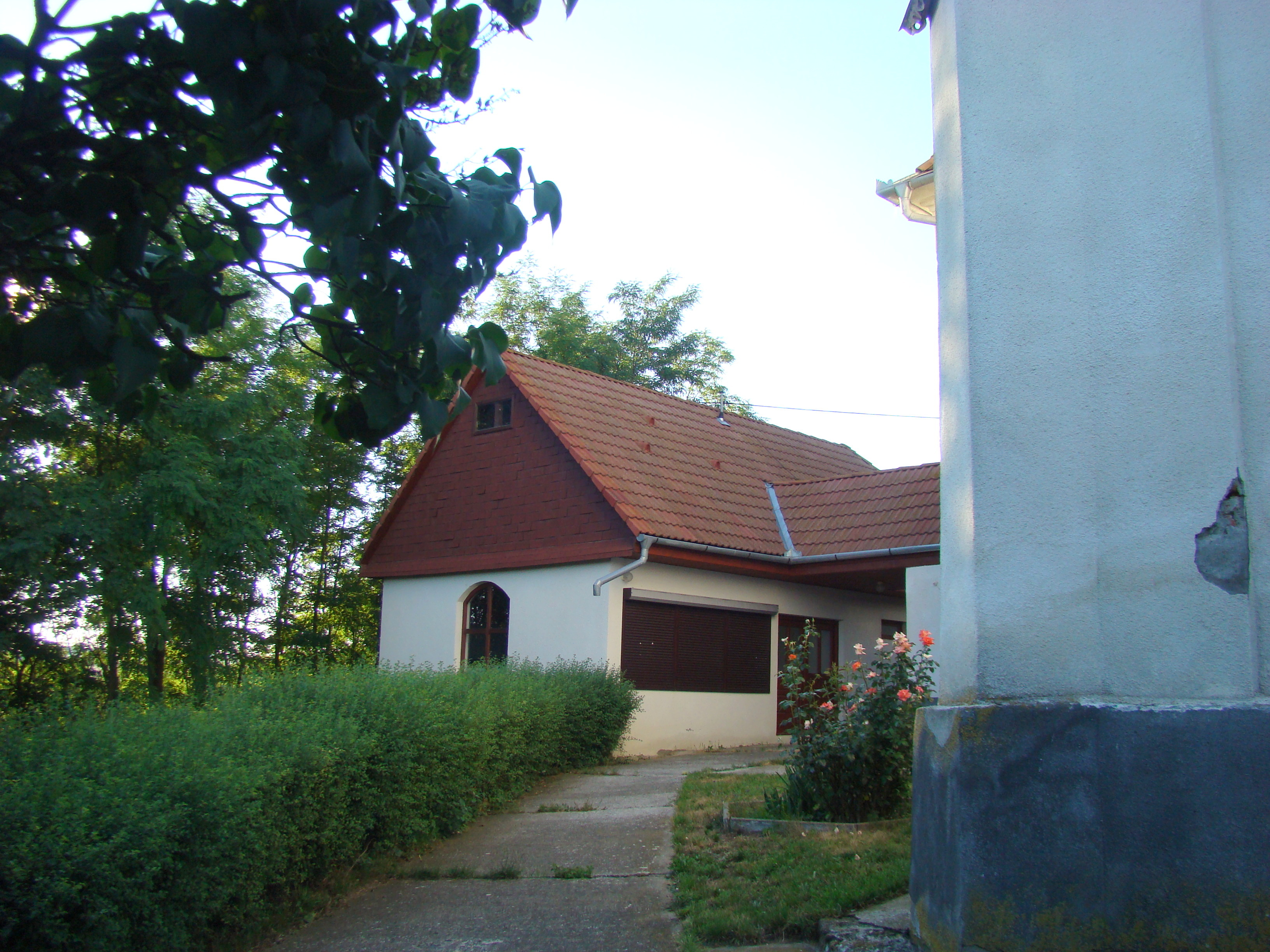
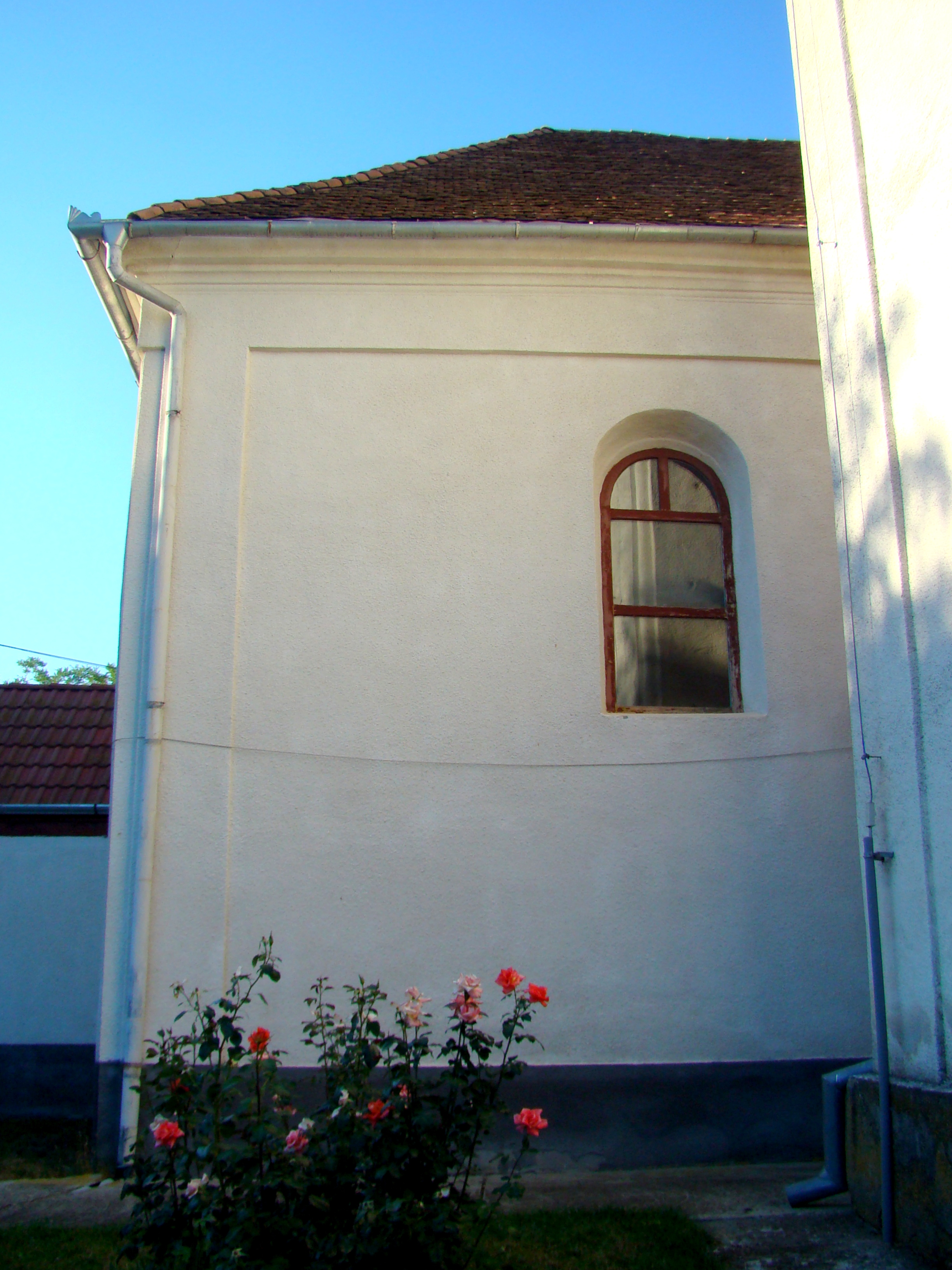
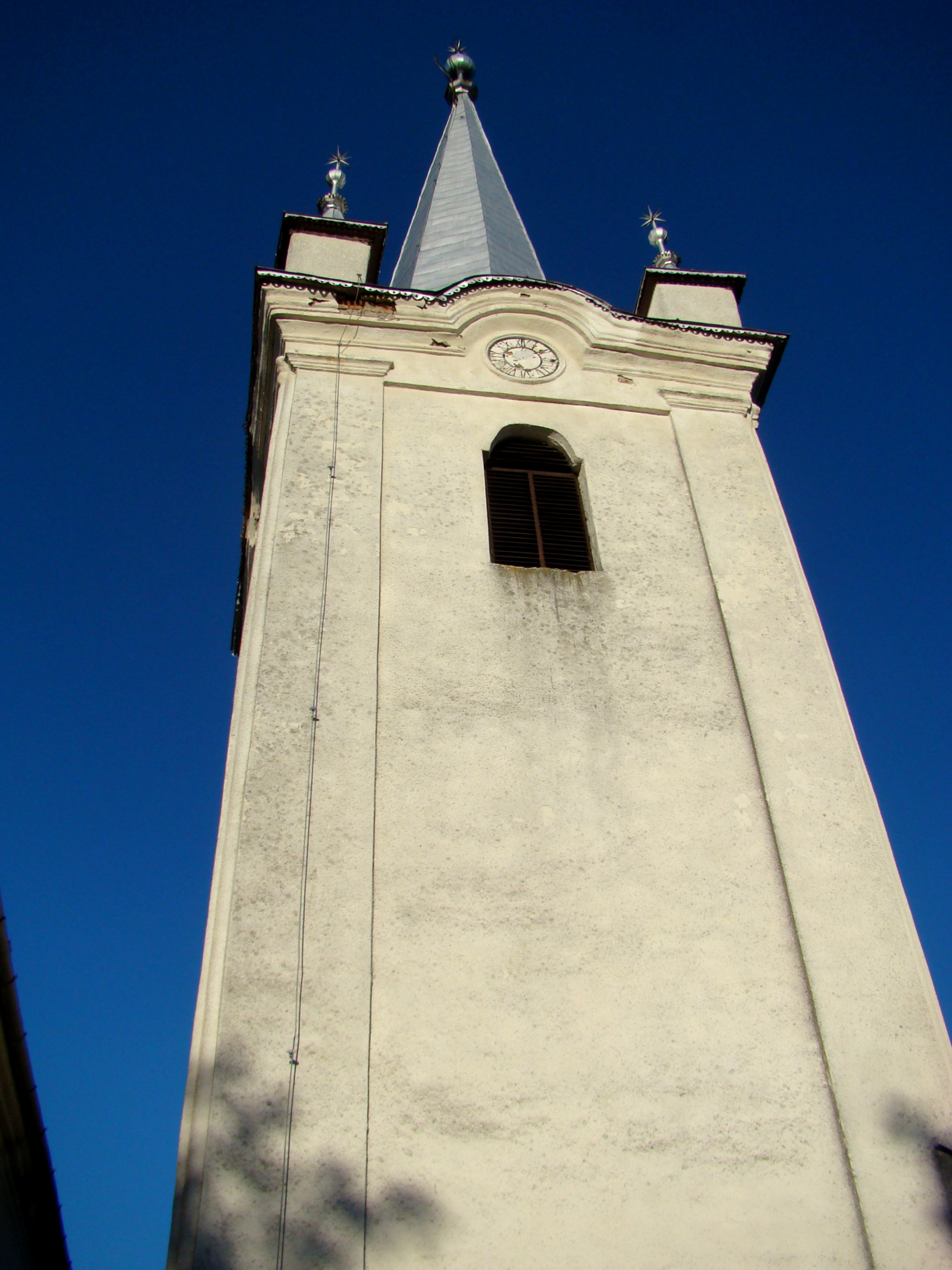
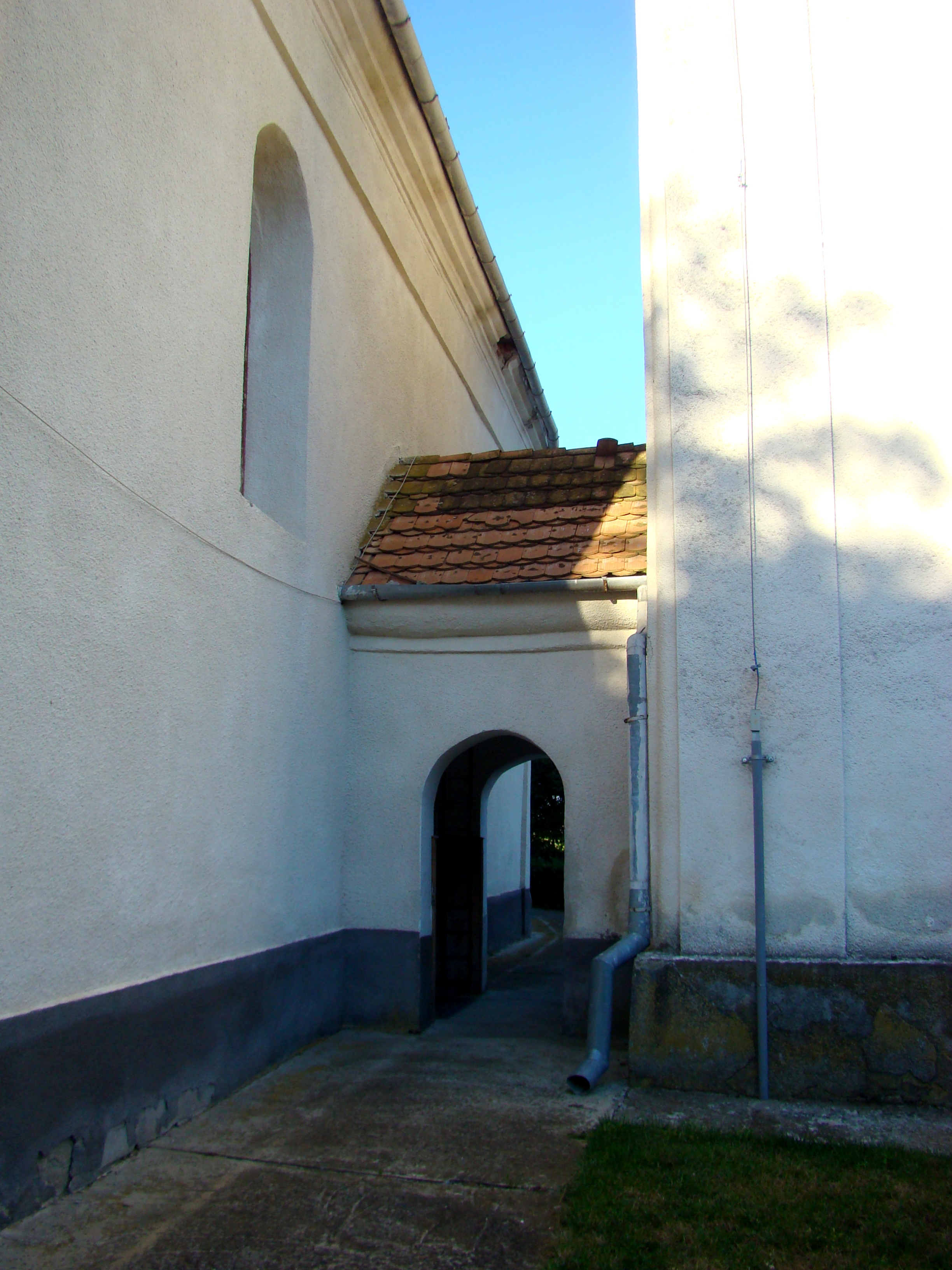
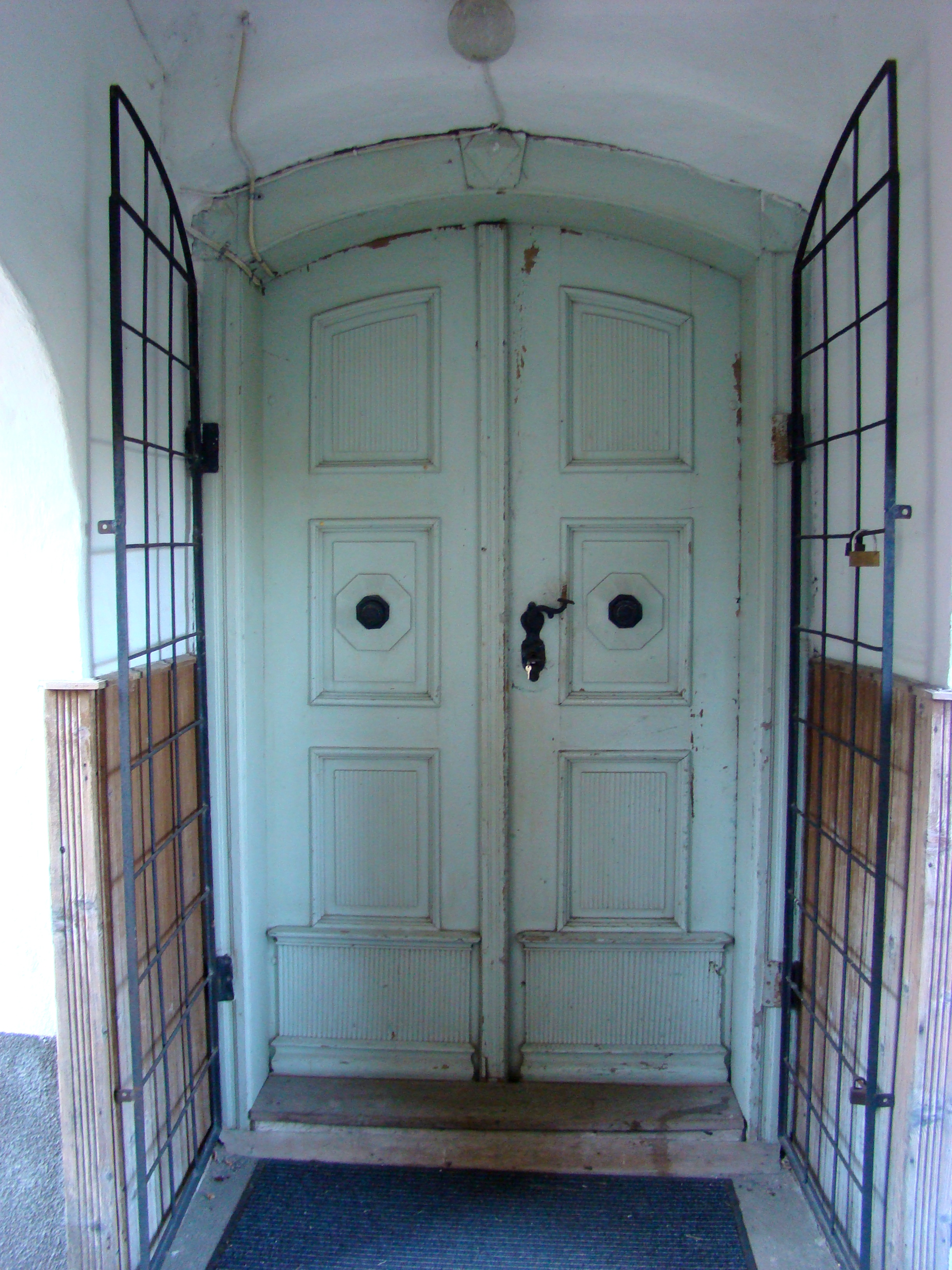
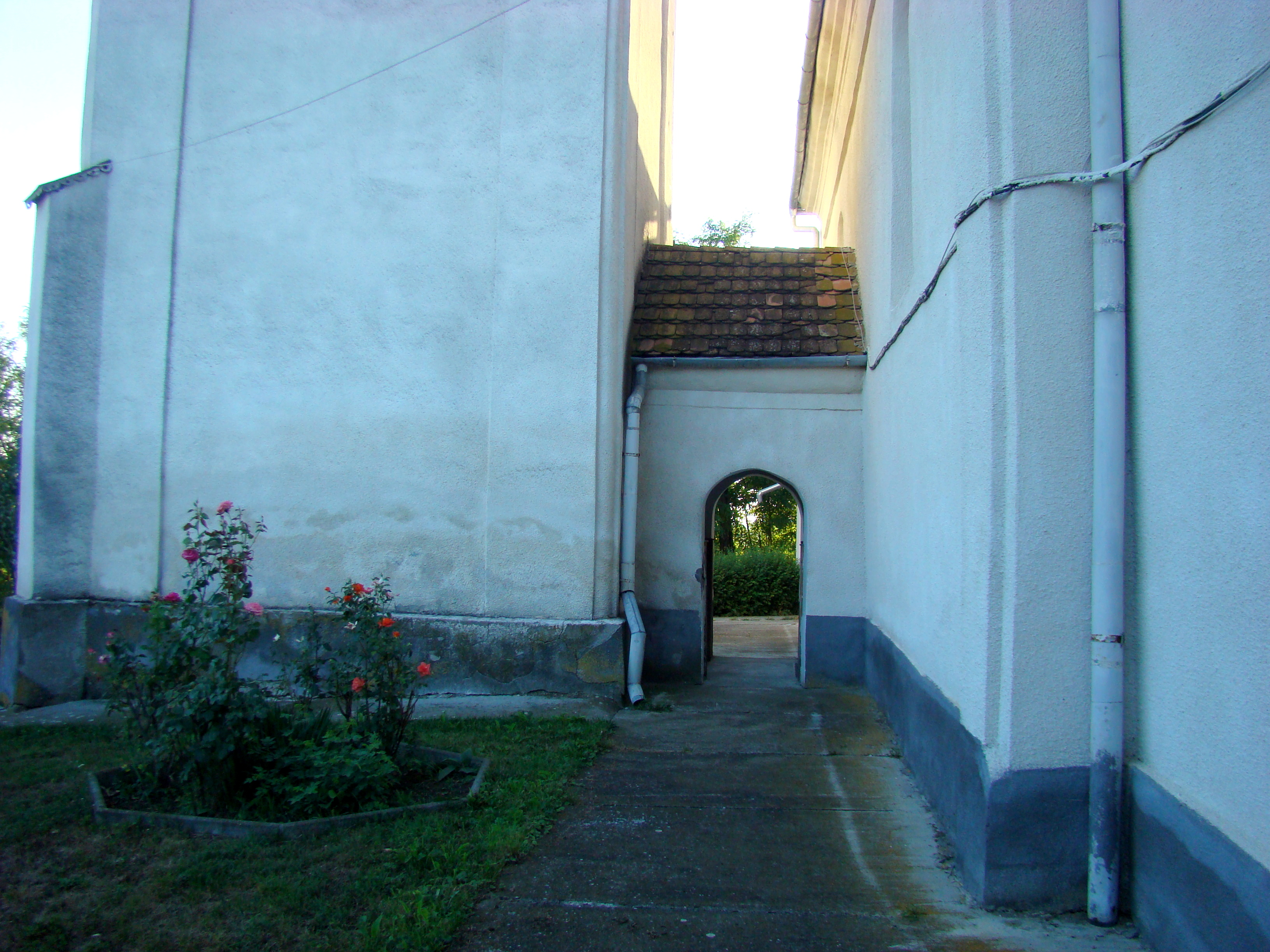
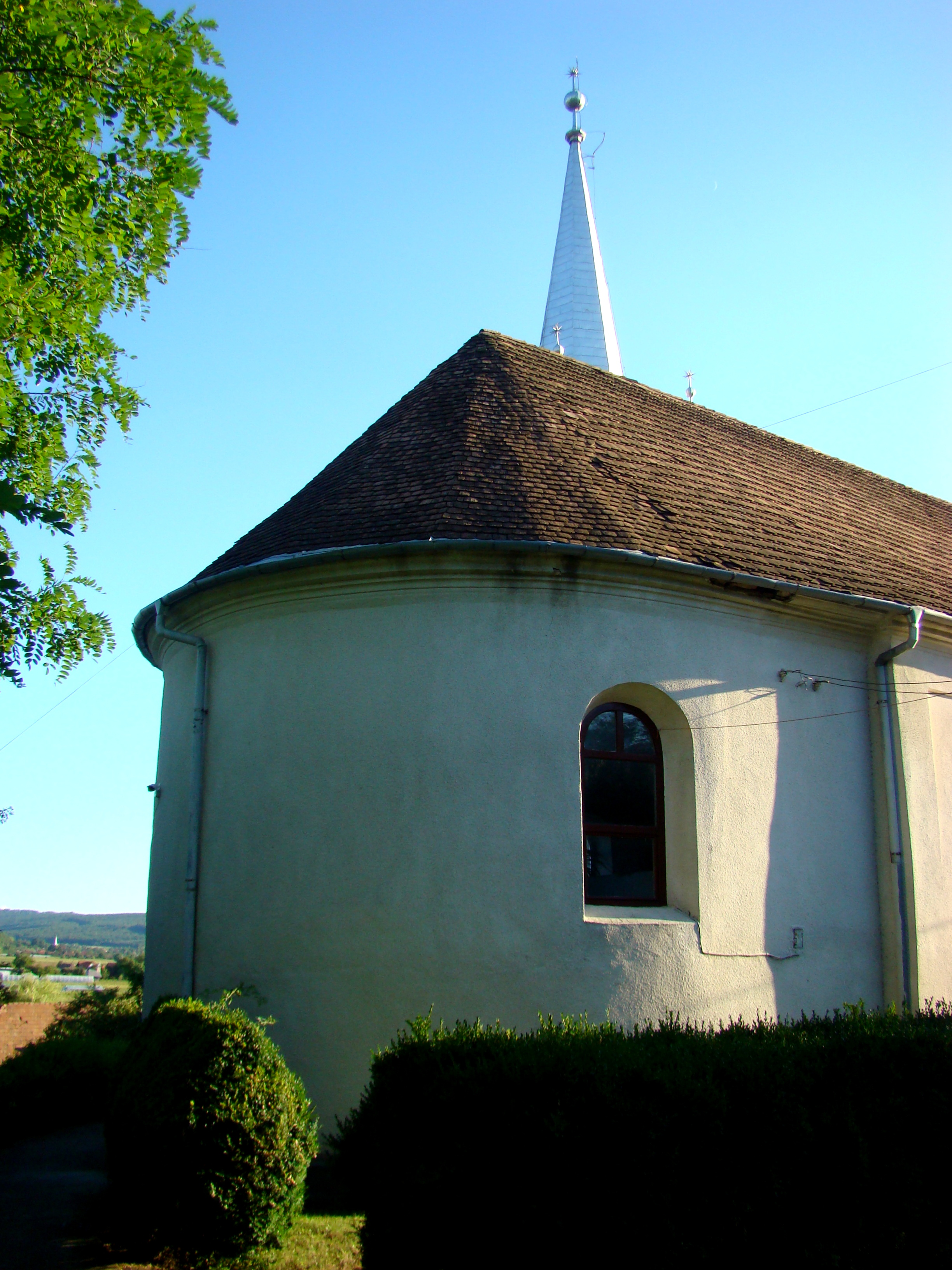
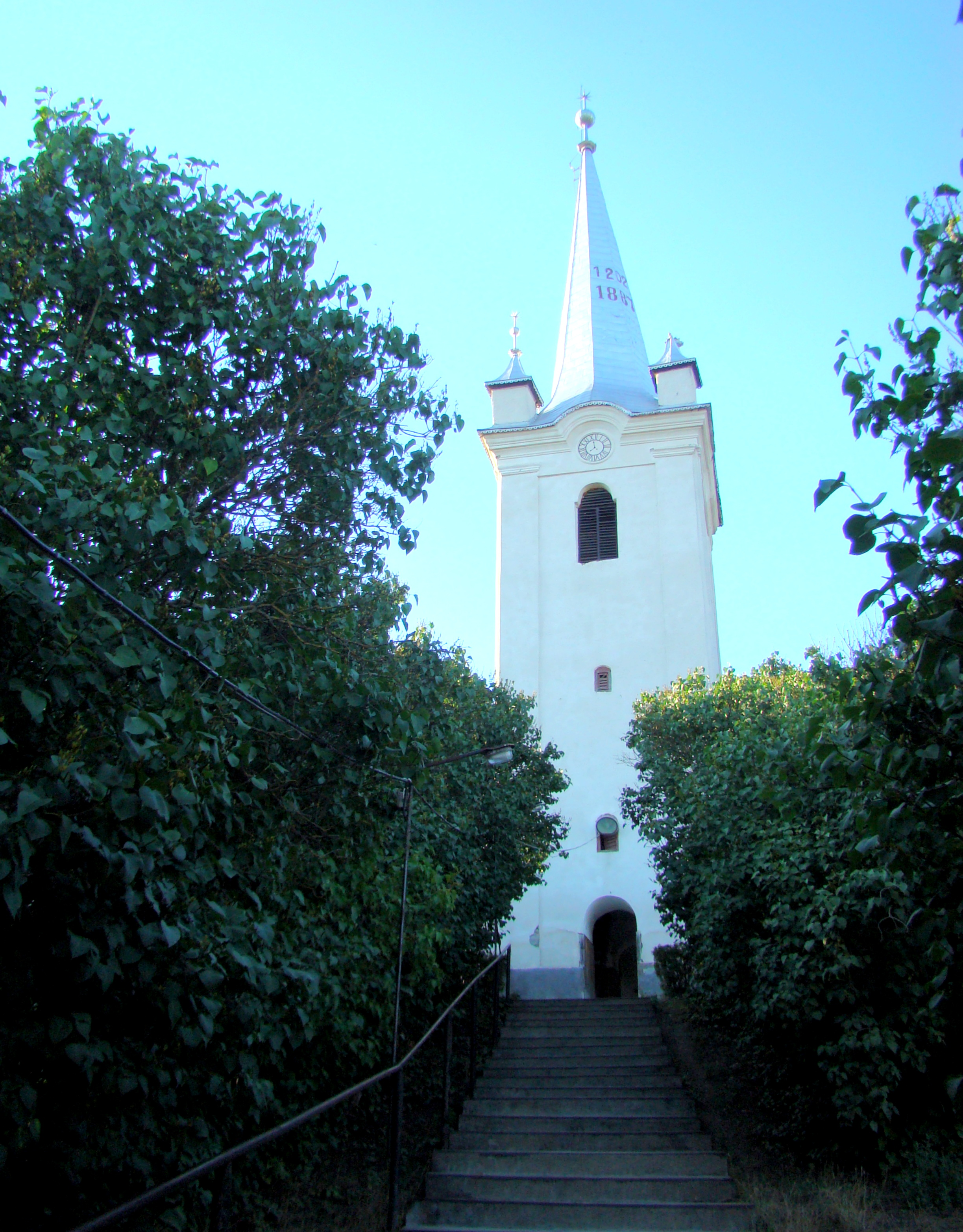
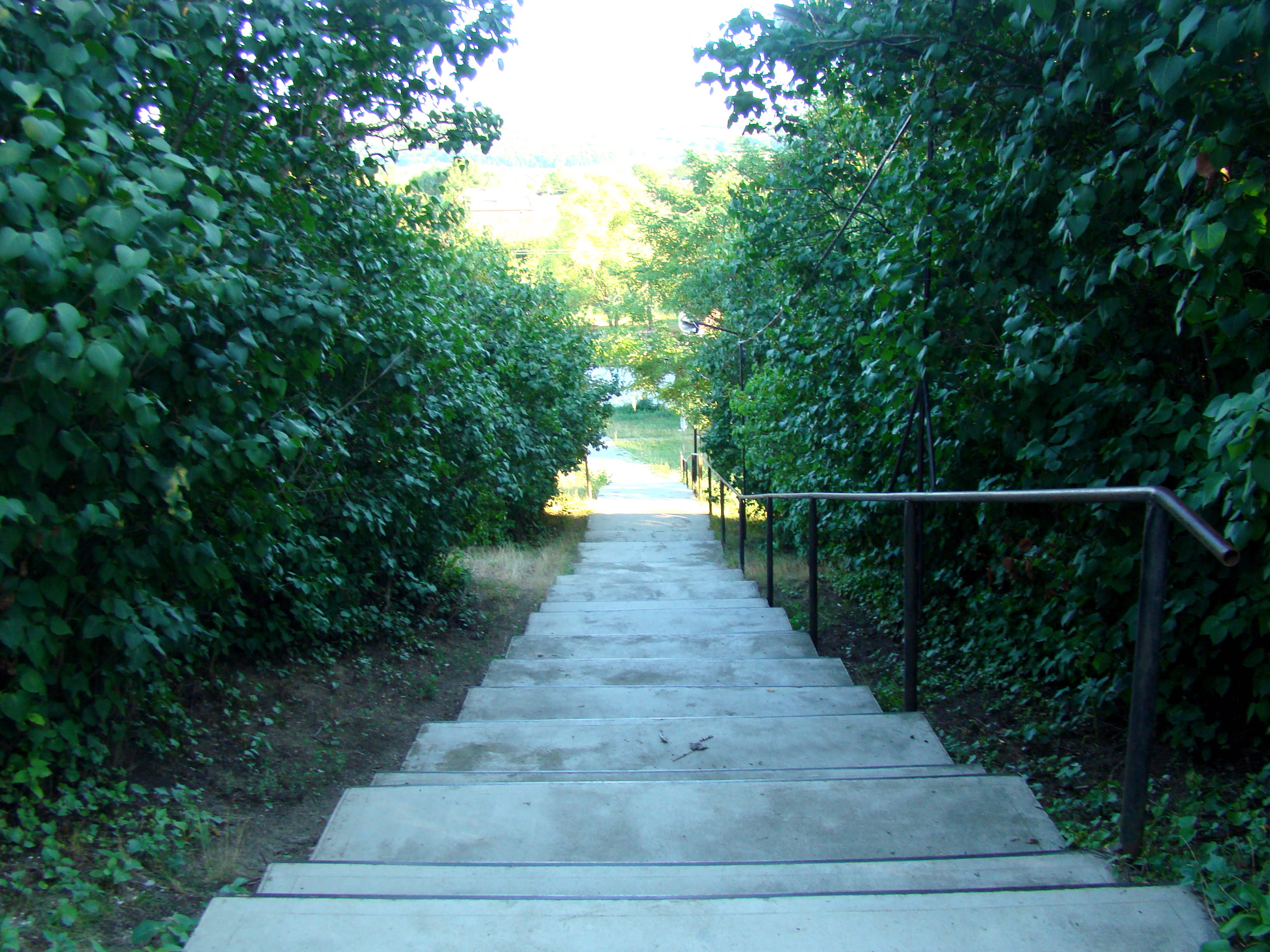
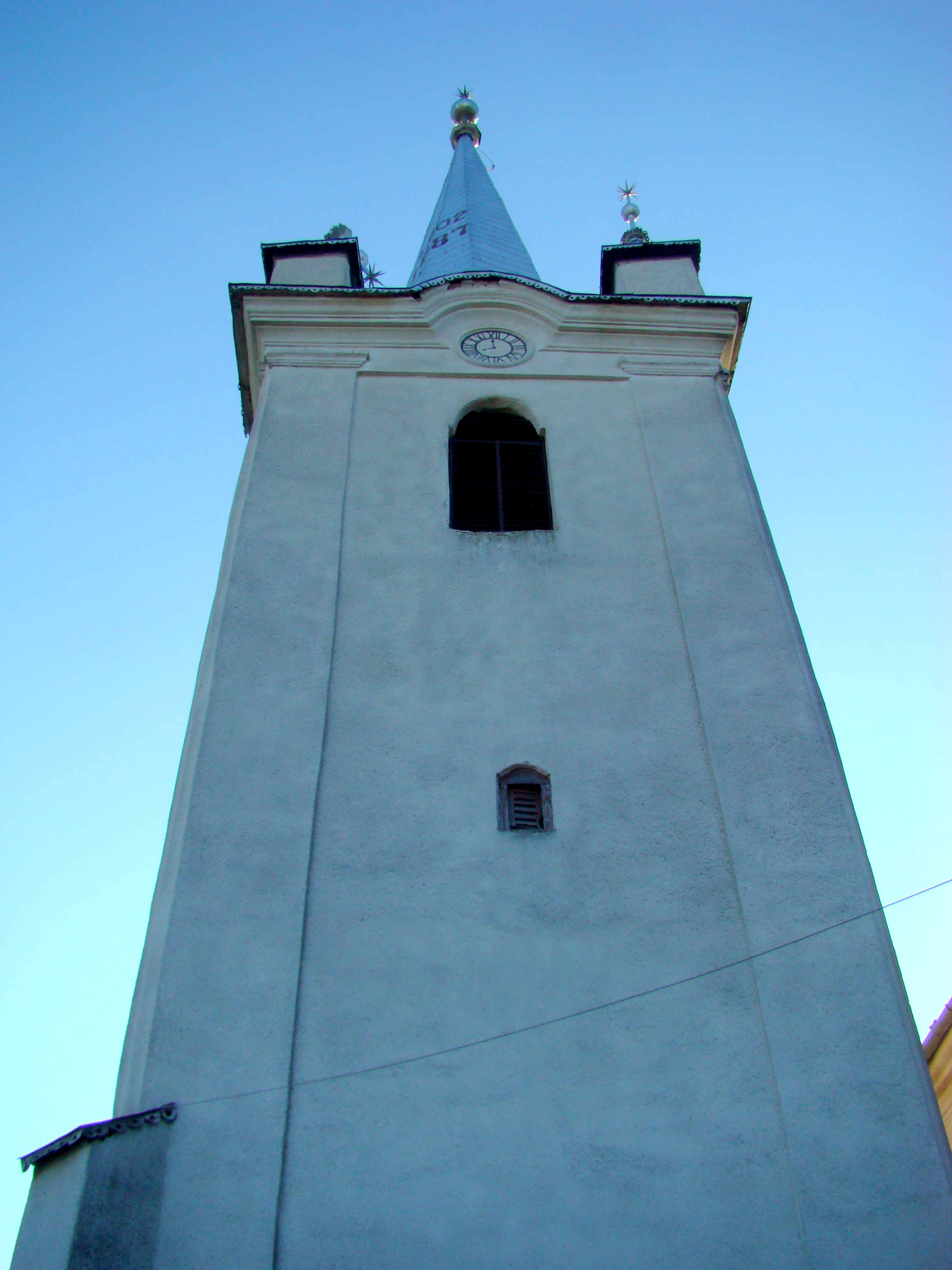
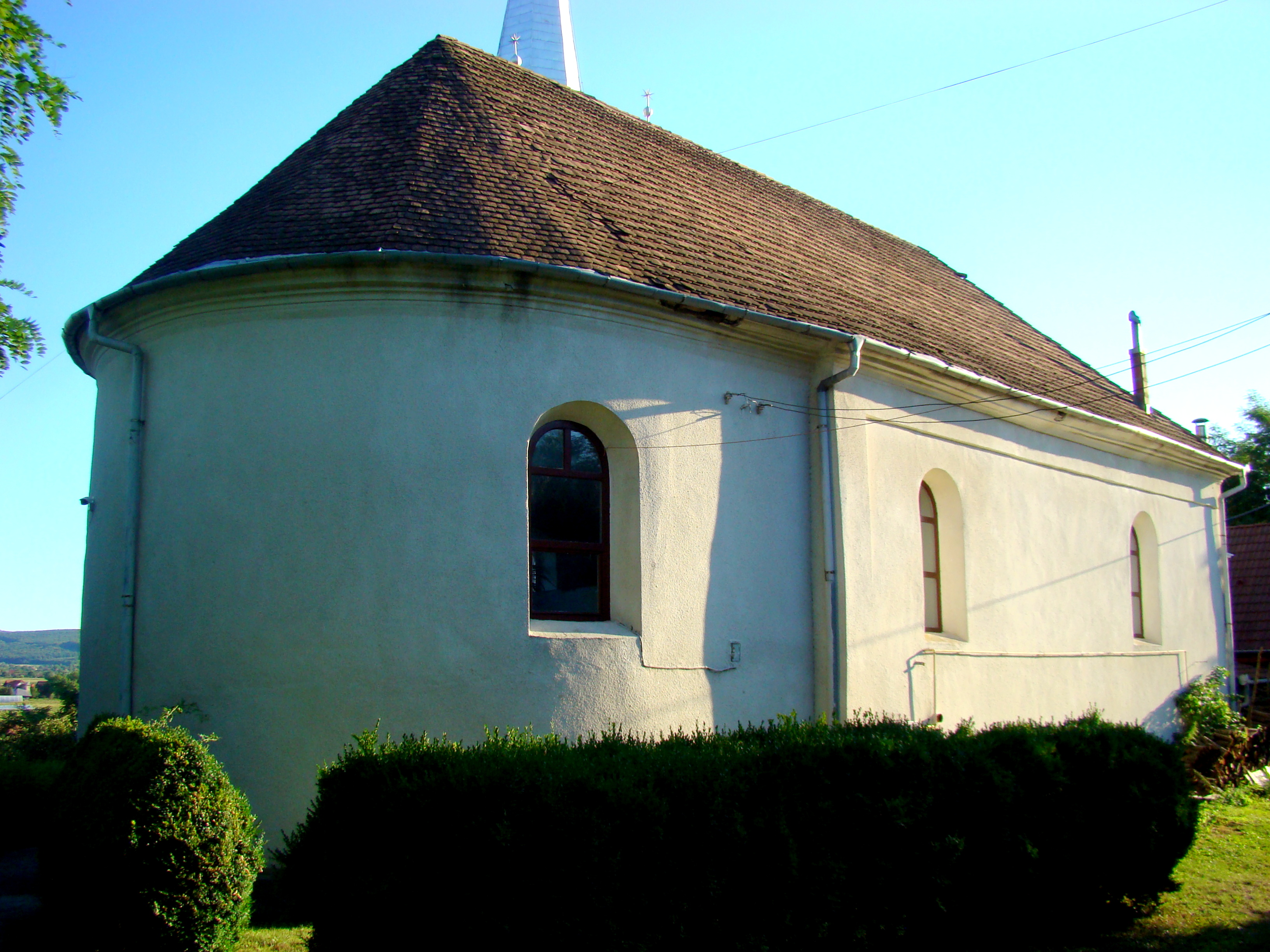

## Vezi și
- Nicolești, Mureș

## Imagini din interior

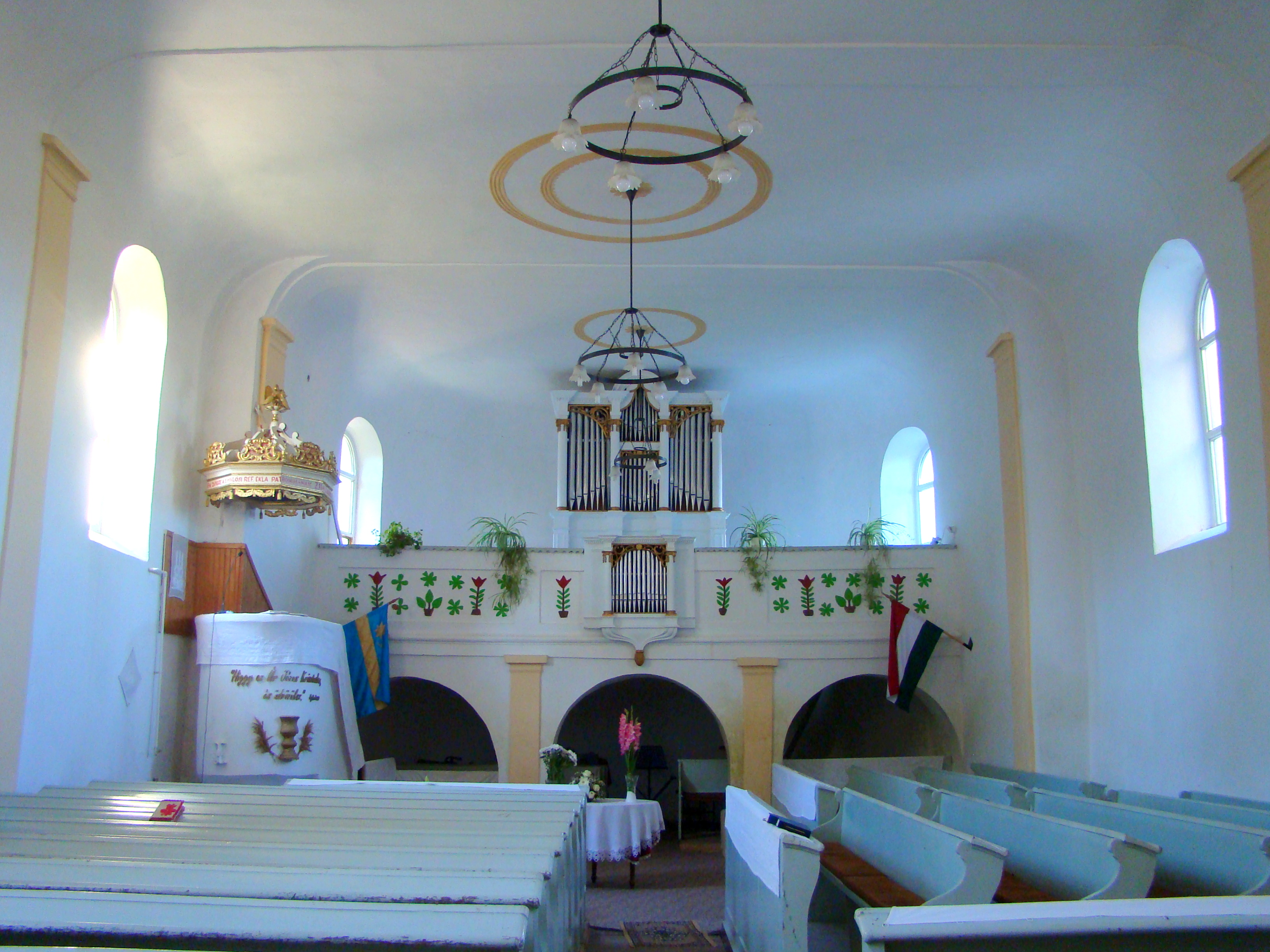
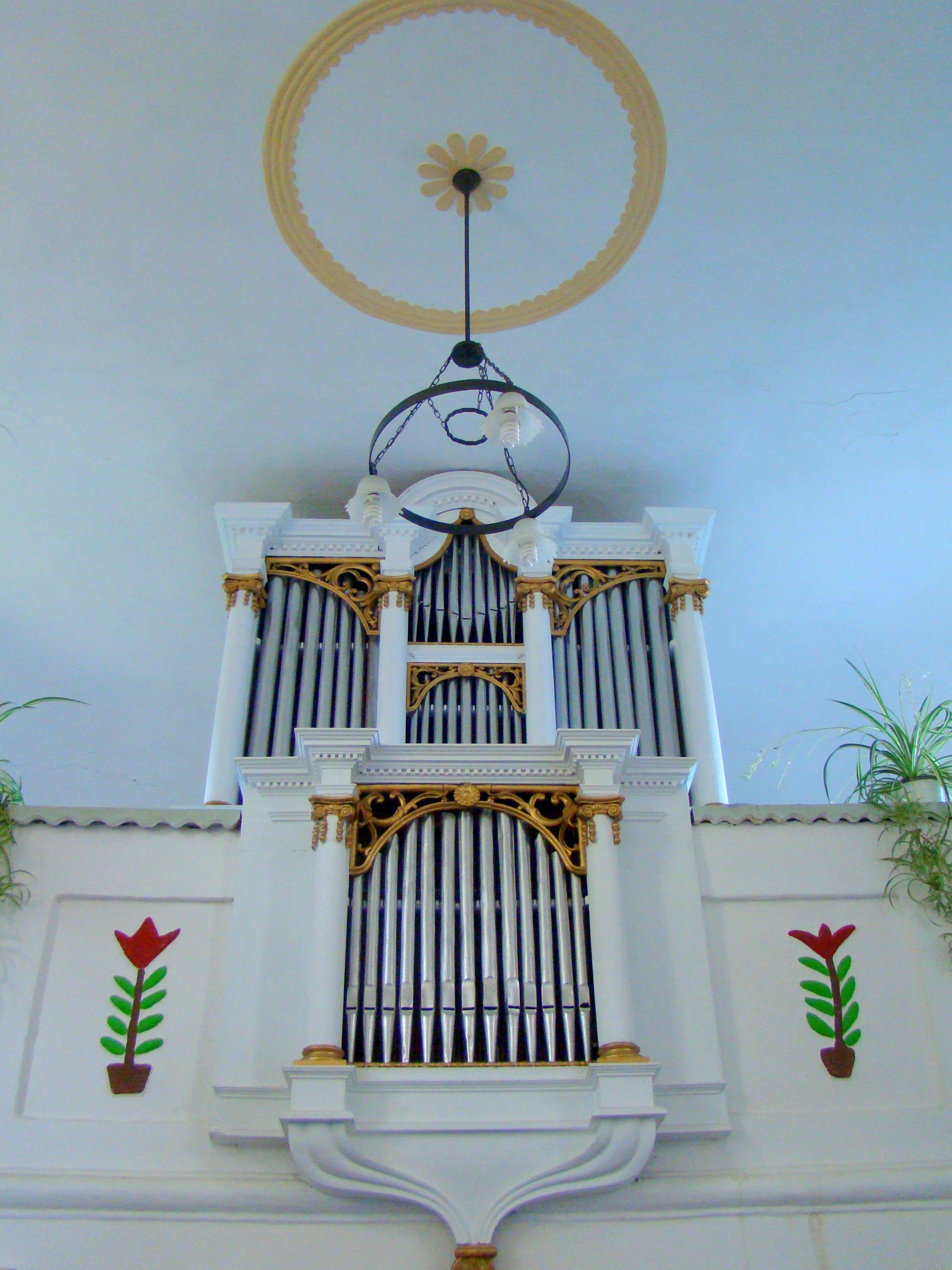
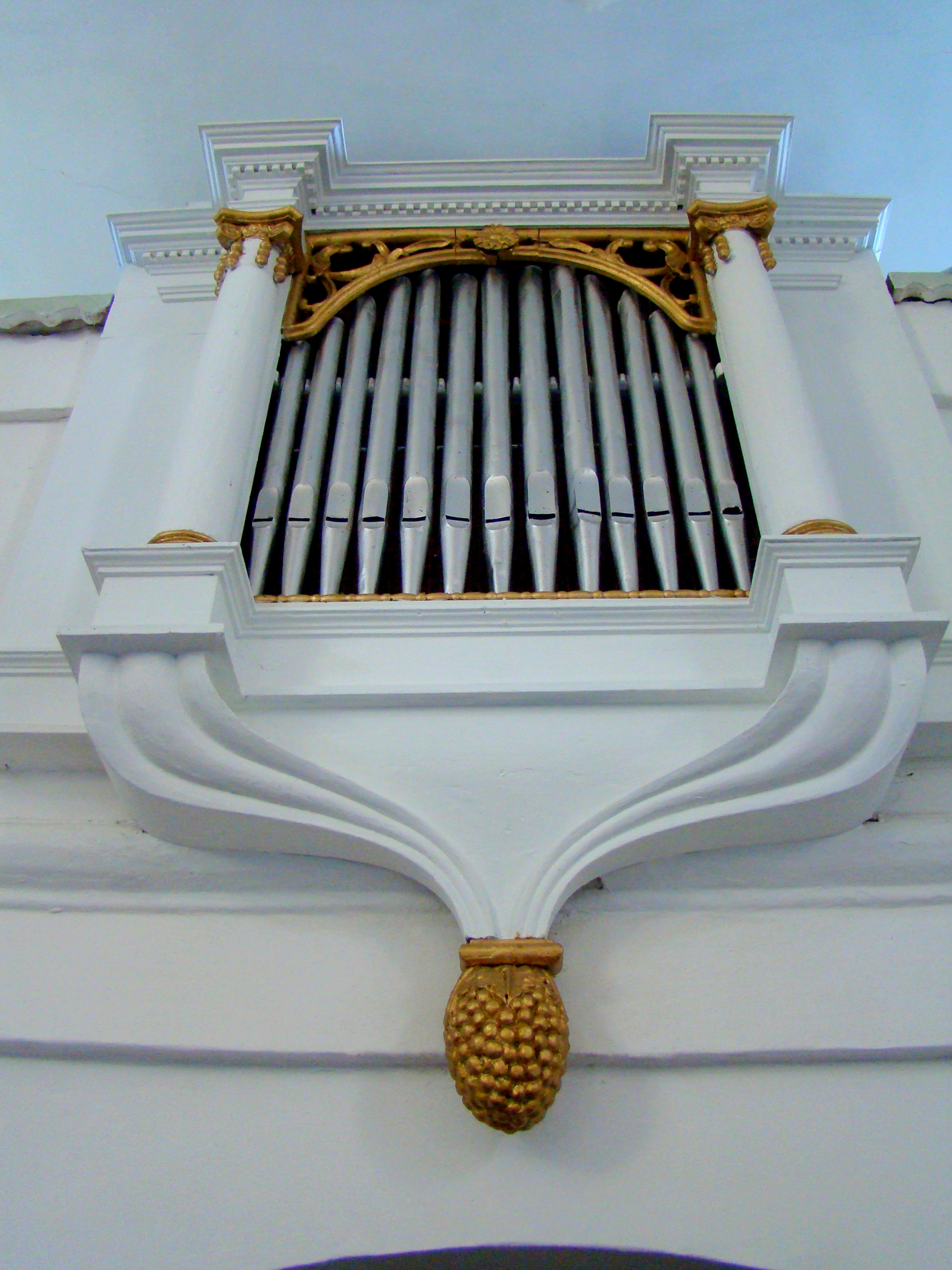
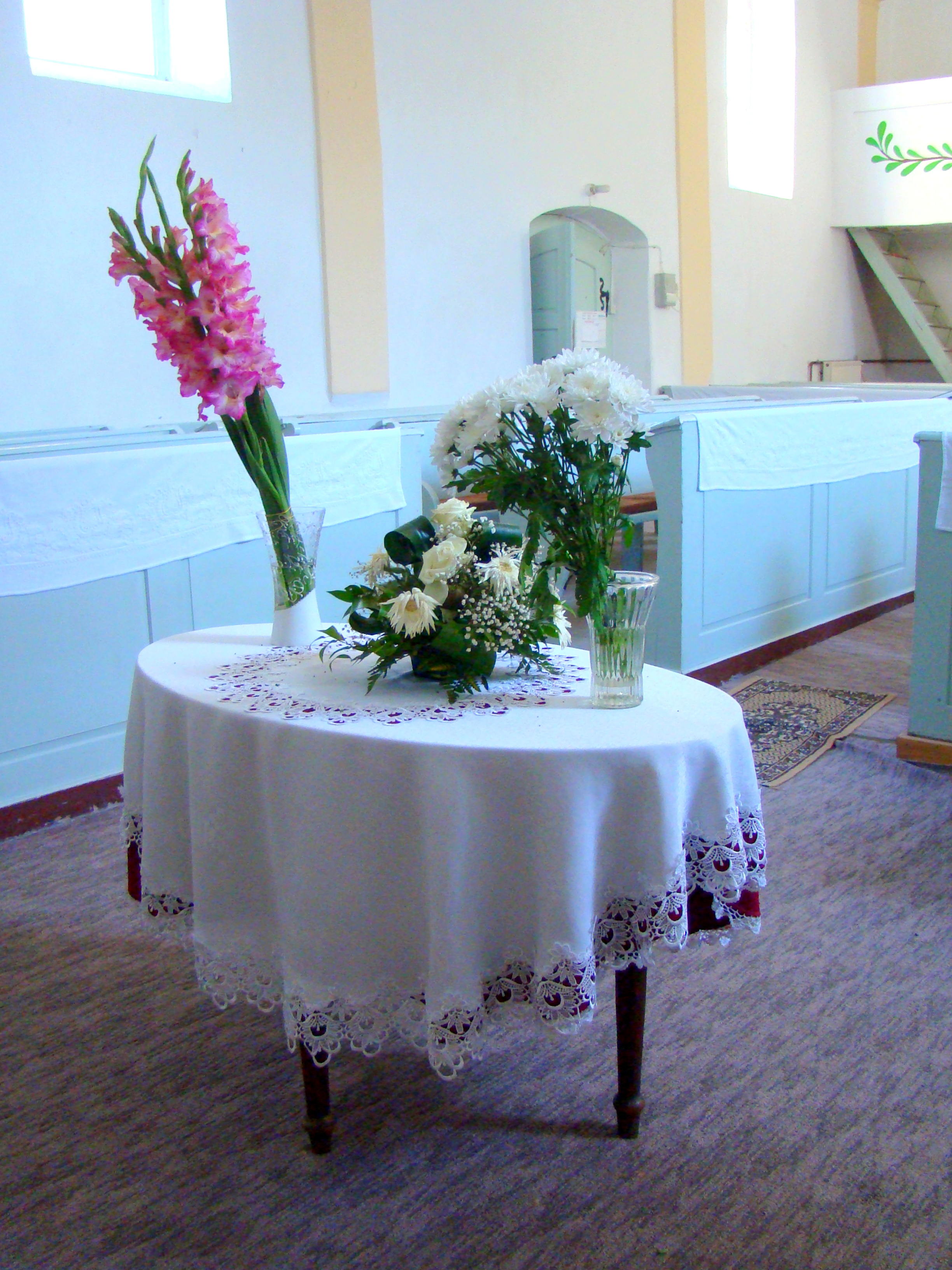
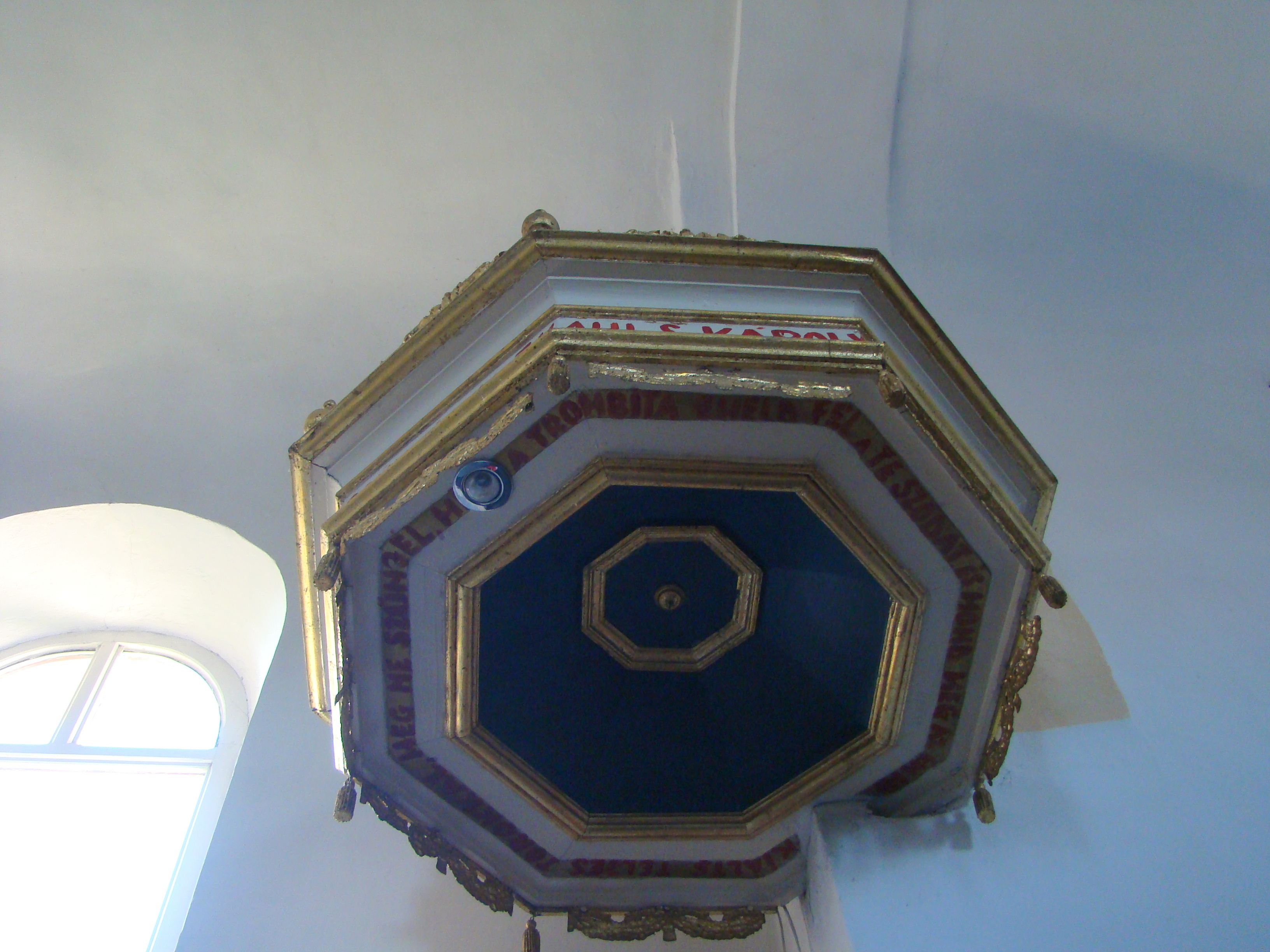
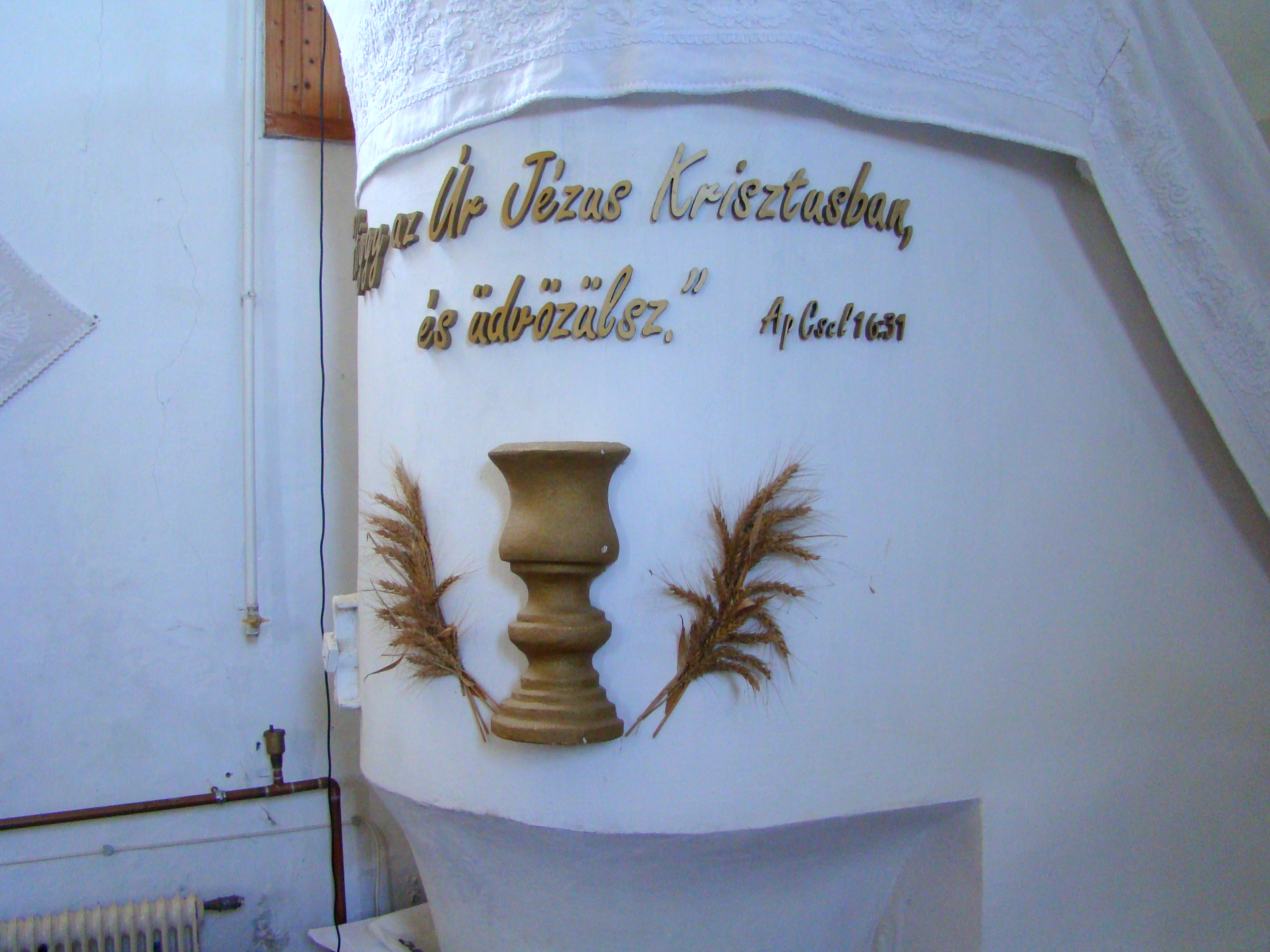
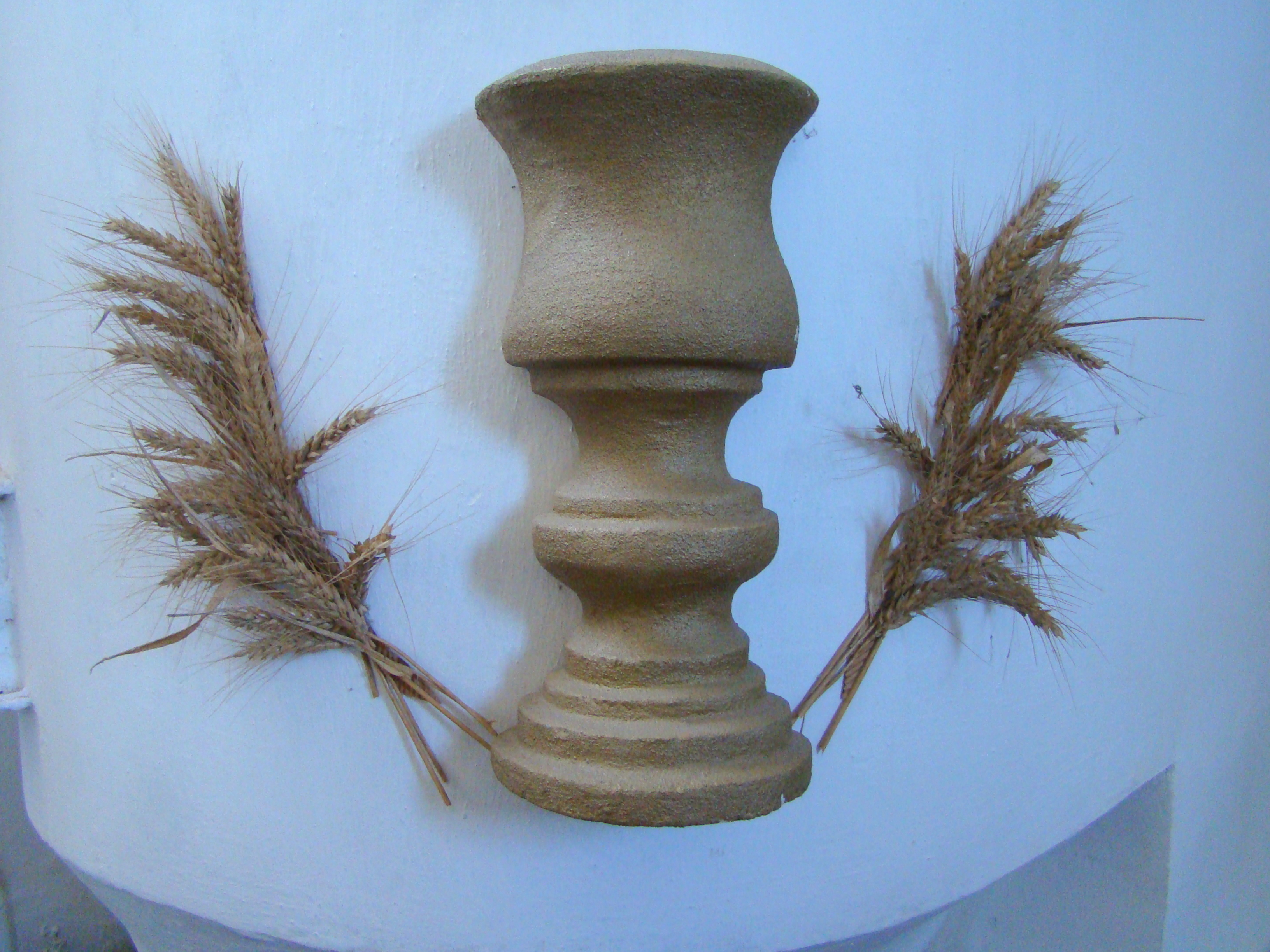
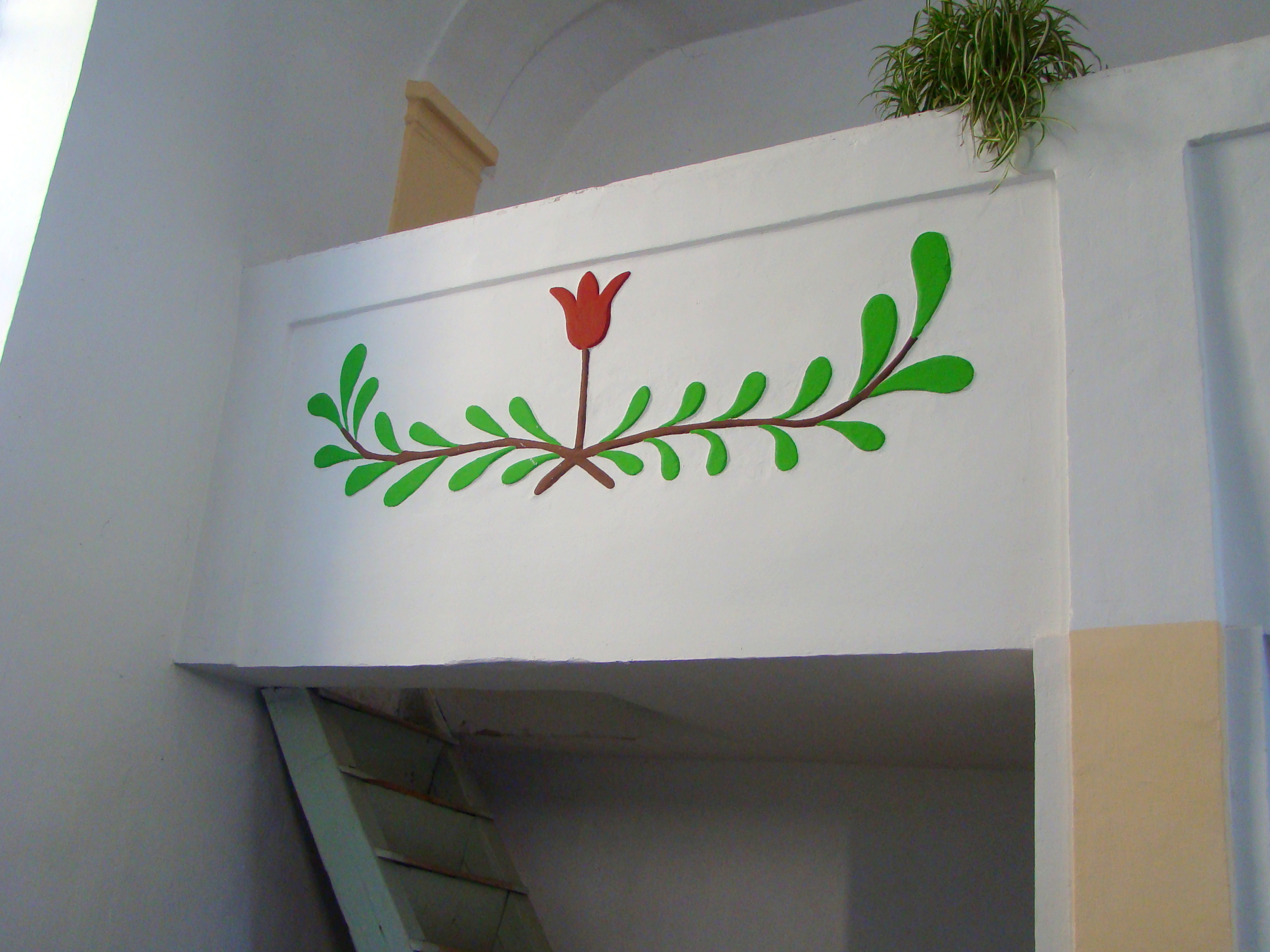
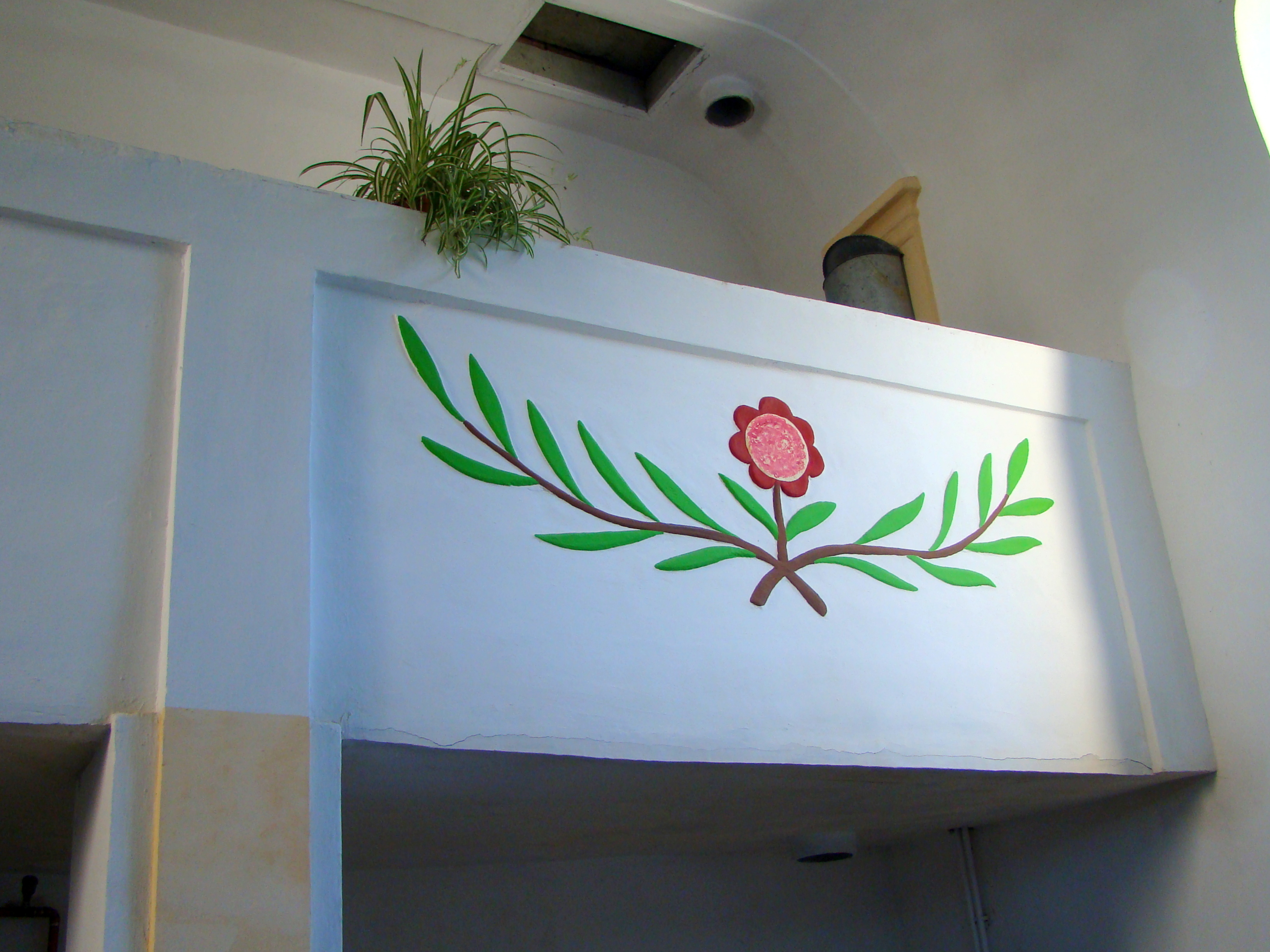
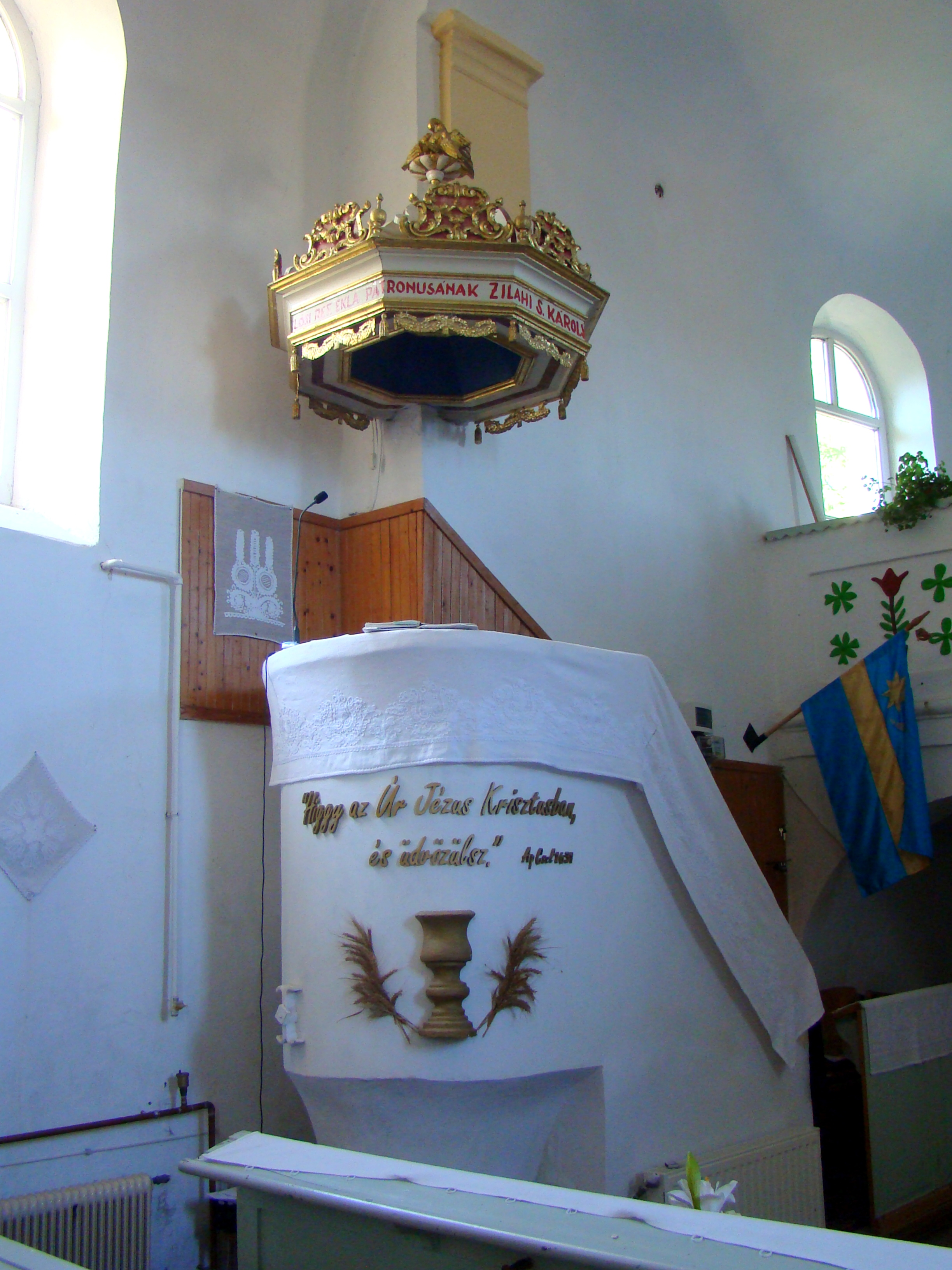
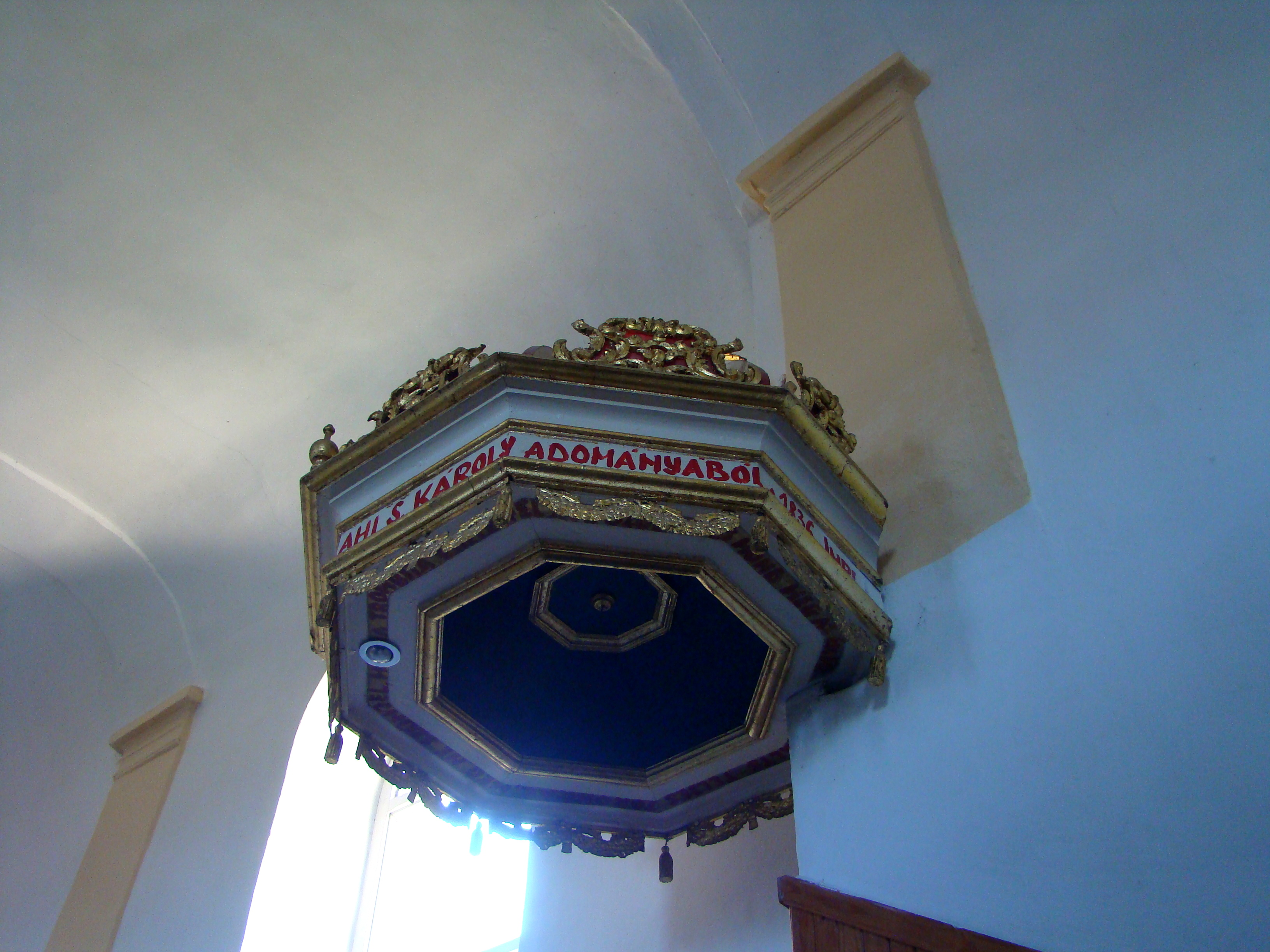
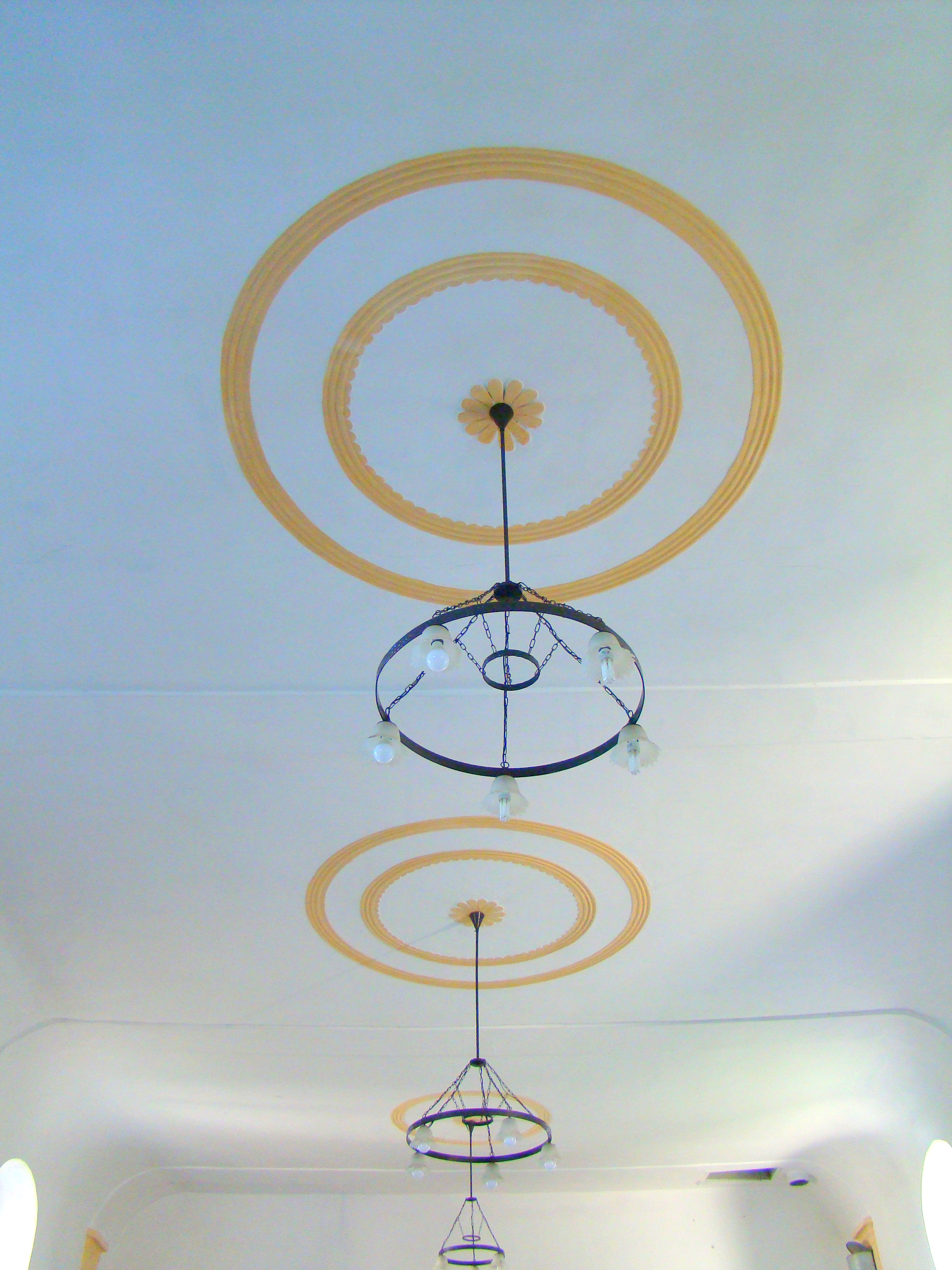
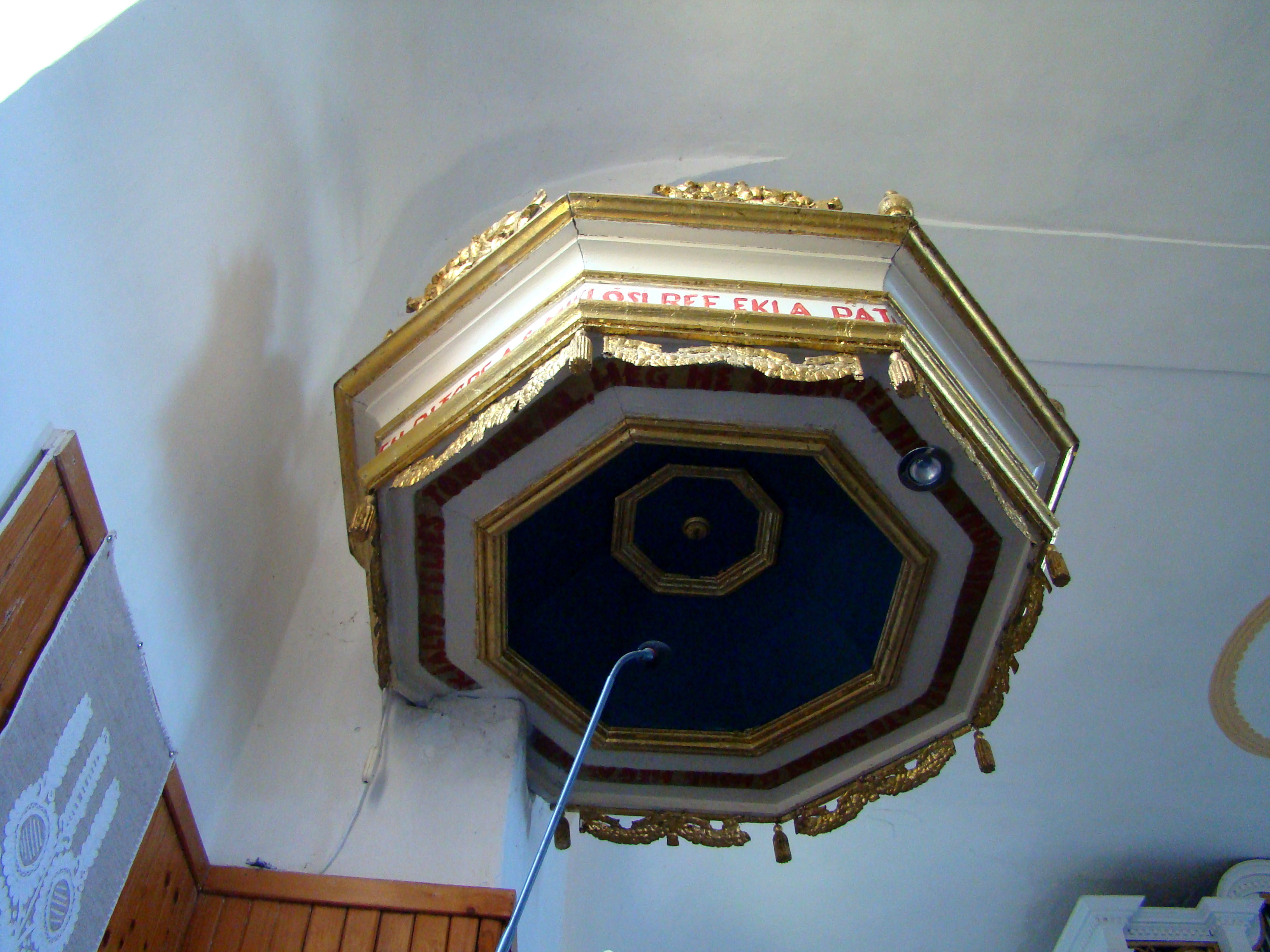
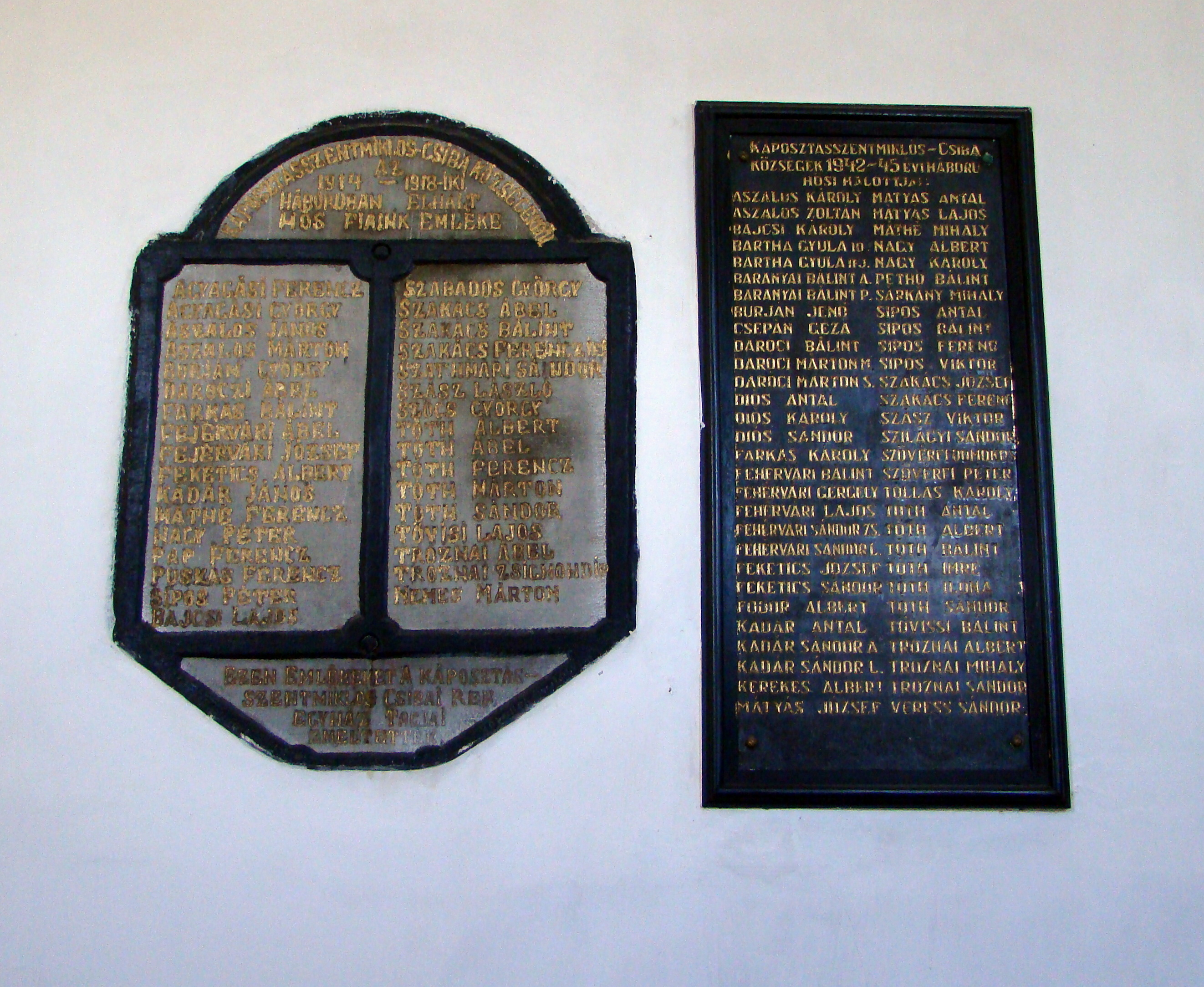
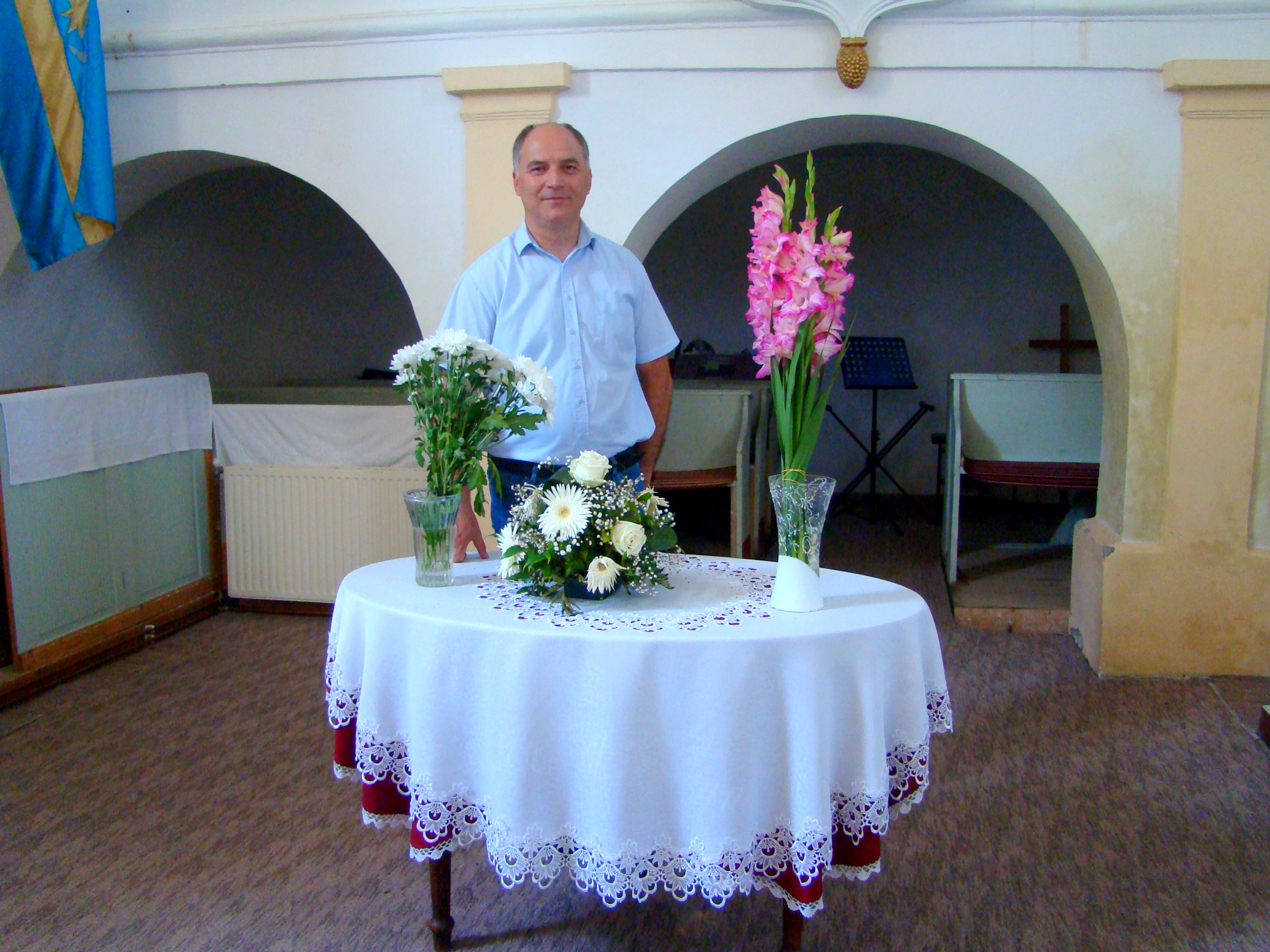
Pastorul reformat din Nicolești: István Adorján
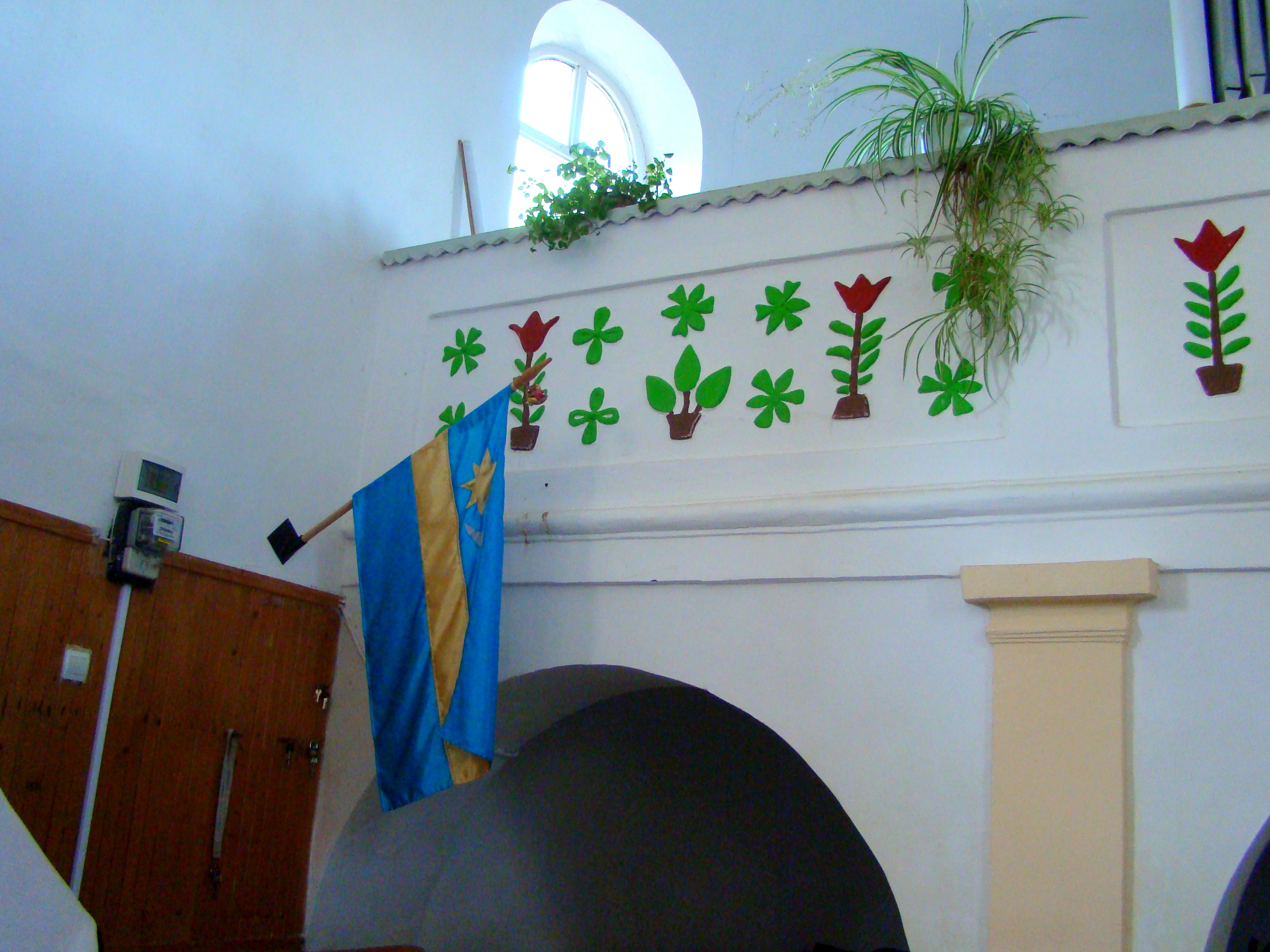
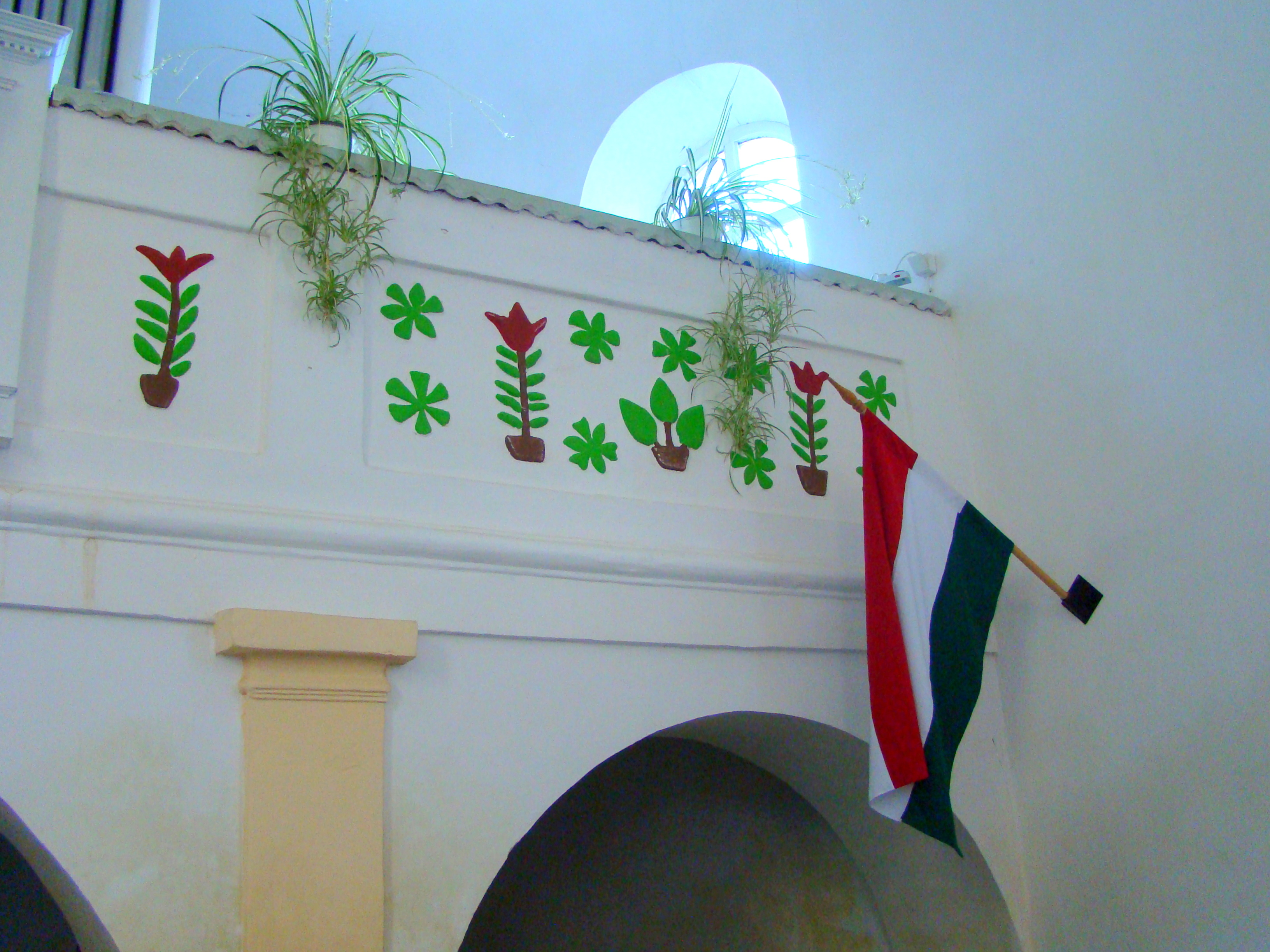
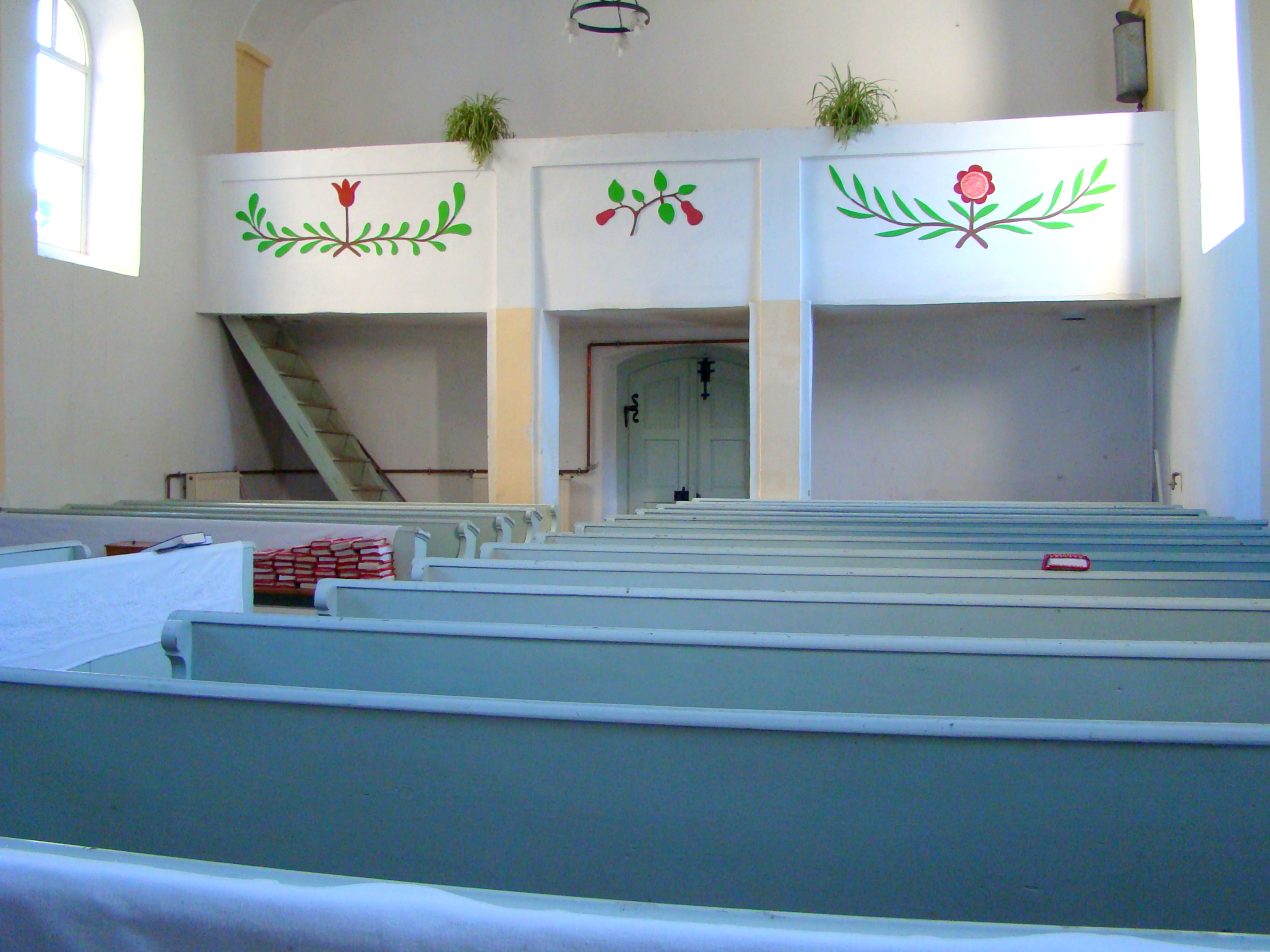
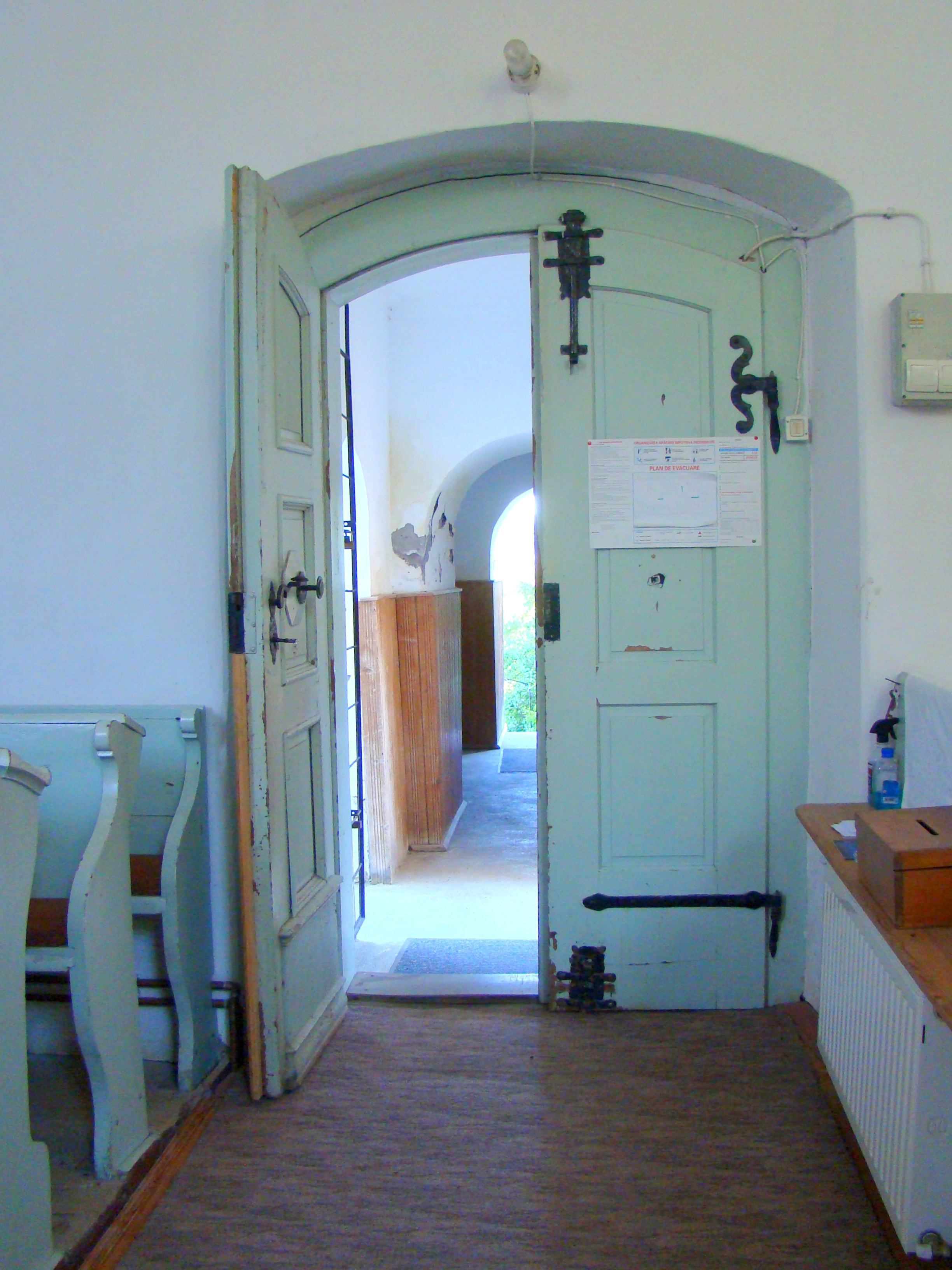